# Torneo Clausura 2023 Serie A de México
El Torneo Clausura 2023 de la Serie A de México, parte de la Segunda División de México llamada oficialmente Liga Premier, fue el 49.º torneo de la competencia correspondiente a la LXXIII temporada de la categoría y con el que concluyó la temporada 2022-2023 de la categoría.

## Sistema de competición
El sistema de competición de este torneo se desarrolla en dos fases:
- Fase de calificación: que se integra por las 11 jornadas del torneo regular. Durante esta ronda se enfrentarán los integrantes de sus respectivos grupos una sola vez.
- Fase final: que se integrará por los partidos de ida y vuelta en rondas de cuartos de final, de semifinal y final de Ascenso

### Fase de calificación
En la fase de calificación se observa el sistema de puntos. La ubicación en la tabla general está sujeta a lo siguiente:
- Por juego ganado se obtienen tres puntos (Si el visitante gana por diferencia de 2 o más goles se lleva el punto extra).
- Por juego empatado se obtiene un punto (en caso de empate a 2 o más goles se juegan en penales el punto extra).
- Por juego perdido no se otorgan puntos.

El orden de los clubes al final de la Fase de Calificación del torneo corresponderá a la suma de los puntos obtenidos por cada uno de ellos y se presentará en forma descendente. Si al finalizar las 11 jornadas del torneo, dos o más clubes estuviesen empatados en puntos, su posición en la Tabla general será determinada atendiendo a los siguientes criterios de desempate:
1. Mejor diferencia entre los goles anotados y recibidos.
2. Mayor número de goles anotados.
3. Marcadores particulares entre los Clubes empatados.
4. Mayor número de goles anotados como visitante.
5. Mejor ubicado en la Tabla general de cociente.
6. Tabla Fair Play.
7. Sorteo.

Para determinar los lugares que ocuparán los clubes que participen en la fase final del torneo se tomará como base la Tabla de Cocientes.
Participarán automáticamente por el título de Campeón de la Liga Premier Serie A los dos primeros lugares de cada uno de los tres grupos y los dos mejores terceros lugares, siempre y cuando estén certificados para ascender a la Liga de Expansión MX.

### Fase final

#### Fase final de Ascenso
Los ocho clubes calificados para cada liguilla del torneo serán reubicados de acuerdo con el lugar que ocupen en la Tabla General de Cocientes de la Temporada al término de la jornada 11, con el puesto del número uno al club mejor clasificado, y así hasta el #8. Los partidos a esta fase se desarrollarán a visita, en las siguientes etapas:
- Cuartos de final
- Semifinales
- Final

Los clubes vencedores en los partidos de cuartos de final y semifinal serán aquellos que en los dos juegos anoten el mayor número de goles. De existir empate en el número de goles anotados, la posición se definirá a favor del club con mayor cantidad de goles a favor cuando actúe como visitante.
Si una vez aplicado el criterio anterior los clubes siguieran empatados, se observará la posición de los clubes en la tabla de cocientes.
Los partidos correspondientes a la Fase final se jugarán obligatoriamente los días miércoles y sábado, y jueves y domingo eligiendo, en su caso, exclusivamente en forma descendente, los cuatro clubes mejor clasificados en la Tabla de cocientes al término de la jornada 11, el día y horario de su partido como local. Los siguientes cuatro clubes podrán elegir únicamente el horario.
El club vencedor de la Final y por lo tanto campeón, será aquel que en los dos partidos anote el mayor número de goles. Si al término del tiempo reglamentario el partido está empatado, se agregarán dos tiempos extras de 15 minutos cada uno. De persistir el empate en estos periodos, se procederá a lanzar tiros penales hasta que resulte un vencedor.
Los partidos de cuartos de final se jugarán de la siguiente manera:
2° vs 7° 
3° vs 6° 
En las semifinales participarán los cuatro clubes vencedores de cuartos de final, reubicándolos del uno al cuatro, de acuerdo a su mejor posición en la Tabla de cocientes al término de la jornada 13 del torneo, enfrentándose:
2° vs 3°
Disputarán el título de Campeón de la temporada los dos clubes vencedores de la fase semifinal correspondiente, reubicándolos del uno al dos, de acuerdo a su mejor posición en la Tabla de cocientes al término de las 11 jornadas del torneo.

#### Fase final de filiales
Los cuatro clubes calificados para cada liguilla del torneo serán reubicados de acuerdo con el lugar que ocupen en la Tabla General de Cocientes de la Temporada al término de la jornada 11, con el puesto del número uno al club mejor clasificado, y así hasta el #4. Los partidos a esta fase se desarrollarán a visita, en las siguientes etapas:
- Semifinales
- Final

Los clubes vencedores en los partidos de cuartos de final y semifinal serán aquellos que en los dos juegos anoten el mayor número de goles. De existir empate en el número de goles anotados, la posición se definirá a favor del club con mayor cantidad de goles a favor cuando actúe como visitante.
Si una vez aplicado el criterio anterior los clubes siguieran empatados, se observará la posición de los clubes en la tabla de cocientes.
Los partidos correspondientes a la Fase final se jugarán obligatoriamente los días miércoles y sábado, y jueves y domingo eligiendo, en su caso, exclusivamente en forma descendente, los dos clubes mejor clasificados en la Tabla de cocientes al término de la jornada 11, el día y horario de su partido como local. Los siguientes dos clubes podrán elegir únicamente el horario.
El club vencedor de la Final y por lo tanto campeón, será aquel que en los dos partidos anote el mayor número de goles. Si al término del tiempo reglamentario el partido está empatado, se agregarán dos tiempos extras de 15 minutos cada uno. De persistir el empate en estos periodos, se procederá a lanzar tiros penales hasta que resulte un vencedor.
En las Semifinales participarán los cuatro clubes mejor posicionados en la tabla general que tengan la condición de filiales, reubicándolos del uno al cuatro, de acuerdo a su mejor posición en la Tabla de cocientes al término de la jornada 11 del torneo, enfrentándose:
2° vs 3°
Disputarán el título de Campeón de la temporada los dos clubes vencedores de la fase semifinal correspondiente, reubicándolos del uno al dos, de acuerdo a su mejor posición en la Tabla de cocientes al término de las 11 jornadas del torneo.

## Cambios
- El Catedráticos Elite Fútbol Club cambió de sede, el equipo dejó Ameca, Jalisco para pasar a jugar en Salamanca, Guanajuato.[2]

## Equipos participantes

### Equipos por Entidad Federativa
Se muestran las localizaciones en mapa de equipos de la Serie A de México 2022-23.
Para la temporada 2022-23, la entidad federativa de la República Mexicana con más equipos en la Serie A es Jalisco con cuatro equipos.
| Entidad Federativa  | N.º | Equipos                                                         |
| ------------------- | --- | --------------------------------------------------------------- |
| Jalisco             | 4   | Halcones de Zapopan, Leones Negros B, Tecos y Tritones Vallarta |
| Tamaulipas          | 3   | Gavilanes, Tampico Madero y UAT                                 |
| Guanajuato          | 2   | Catedráticos Elite y Lobos ULMX                                 |
| Hidalgo             | 2   | Pachuca "B" y Tulancingo                                        |
| Michoacán           | 2   | Aguacateros CDU y La Piedad                                     |
| Morelos             | 2   | Escorpiones y Sporting Canamy                                   |
| Querétaro           | 2   | Inter Querétaro y Real de Arteaga                               |
| Quintana Roo        | 2   | Inter Playa y Yalmakan                                          |
| Zacatecas           | 2   | Mineros de Fresnillo y UAZ                                      |
| Baja California     | 1   | Mexicali F.C.                                                   |
| Baja California Sur | 1   | Los Cabos United                                                |
| Chiapas             | 1   | Cafetaleros de Chiapas                                          |
| Chihuahua           | 1   | Chihuahua F.C.                                                  |
| Ciudad de México    | 1   | Leviatán                                                        |
| Coahuila            | 1   | Saltillo                                                        |
| Colima              | 1   | Colima F.C.                                                     |
| Estado de México    | 1   | Deportivo Dongu                                                 |
| Nayarit             | 1   | Coras                                                           |
| Sonora              | 1   | Cimarrones "B"                                                  |
| Veracruz            | 1   | Montañeses                                                      |
| Yucatán             | 1   | Deportiva Venados                                               |

### Información sobre los equipos participantes
Lista de equipos participantes para la temporada 2022-2023 anunciada el 12 de julio de 2022.

#### Grupo 1
| Equipo               | Entrenador          | Ciudad                         | Fundación      | Estadio                             | Capacidad | Filial               | Patrocinador           | Kit           |
| -------------------- | ------------------- | ------------------------------ | -------------- | ----------------------------------- | --------- | -------------------- | ---------------------- | ------------- |
| Chihuahua F.C.       | Carlos Kanahan      | Chihuahua, Chihuahua           | 2022 (3 años)  | Olímpico UACH                       | 22 000    |                      | Upick.mx               | Joma          |
| Cimarrones "B"       | Paolo Serrato       | Hermosillo, Sonora             | 2015 (9 años)  | Héroe de Nacozari                   | 18 747    | Cimarrones F. C.     | Caliente               | Keuka         |
| Coras F.C.           | José Rizo           | Tepic, Nayarit                 | 1959 (65 años) | Olímpico Santa Teresita             | 4 000     |                      | Nuevo Nayarit          | Keuka         |
| Halcones de Zapopan  | Jesús Cota          | Zapotlanejo, Jalisco           | 2020 (5 años)  | Miguel Hidalgo                      | 1 700     |                      | JG Clean               | Keuka         |
| Leones Negros "B"    | Ahuízotl Sánchez    | Zapopan, Jalisco               | 2013 (11 años) | Club Deportivo U. de G.             | 3 000     | Leones Negros UDG    | Electrolit             | Sporelli      |
| Los Cabos United     | Rodrigo Ruiz        | Los Cabos, Baja California Sur | 2022 (3 años)  | Complejo Deportivo Don Koll         | 3 500     |                      |                        | Capelli Sport |
| Mexicali F.C.        | Enrique López Zarza | Mexicali, Baja California      | 2022 (3 años)  | Ciudad Deportiva Mexicali           | 5 000     |                      | Estructuras y Perfiles | Trenu         |
| Mineros de Fresnillo | Luis Muñoz          | Fresnillo, Zacatecas           | 2007 (18 años) | Minera Fresnillo                    | 6 000     | Mineros de Zacatecas | Fresnillo              | Spiro         |
| Tecos                | Jorge Hernández     | Zapopan, Jalisco               | 1971 (53 años) | Tres de Marzo                       | 18 779    |                      |                        | Silver Sport  |
| Tritones Vallarta    | Hugo Castillo       | Puerto Vallarta, Jalisco       | 2021 (4 años)  | Ciudad Deportiva San José del Valle | 4 000     |                      | Megacable              | Silver Sport  |
| UAZ                  | Rubén Hernández     | Zacatecas, Zacatecas           | 1990 (35 años) | Carlos Vega Villalba                | 20 737    |                      | Fresnillo              | Marval        |

#### Grupo 2
| Equipo             | Entrenador           | Ciudad                           | Fundación      | Estadio                               | Capacidad | Filial           | Patrocinador          | Kit          |
| ------------------ | -------------------- | -------------------------------- | -------------- | ------------------------------------- | --------- | ---------------- | --------------------- | ------------ |
| Aguacateros CDU    | Edgar Tolentino      | Uruapan, Michoacán               | 2018 (6 años)  | Unidad Deportiva Hermanos López Rayón | 5 000     |                  | Agromich              | Valderi      |
| Catedráticos Elite | Juan Carlos Ascensio | Salamanca, Guanajuato            | 2018 (6 años)  | Olímpico Sección 24                   | 10 000    |                  |                       | Romed        |
| Colima F.C.        | Usiel Andrade        | Colima, Colima                   | 2020 (5 años)  | Olímpico Universitario de Colima      | 11 812    |                  | Forma Interior        | Reator       |
| Gavilanes          | Julio García         | Matamoros, Tamaulipas            | 2011 (13 años) | El Hogar                              | 22 000    |                  | KarzoGas              | Keuka        |
| Inter Querétaro    | Hugo Serrano         | Santiago de Querétaro, Querétaro | 2020 (4 años)  | Olímpico Alameda                      | 4 600     |                  | Agua Los Arcos        | Gapac        |
| La Piedad          | Enrique Pérez        | La Piedad, Michoacán             | 1951 (73 años) | Juan N. López                         | 13 356    |                  | El Tiliche            | Silver Sport |
| Lobos ULMX         | Rowan Vargas         | Celaya, Guanajuato               | 2021 (4 años)  | Miguel Alemán Valdés                  | 23 182    | Celaya F. C.     | Caja Popular Mexicana | Keuka        |
| Saltillo           | Jair García          | Saltillo, Coahuila               | 2019 (5 años)  | Olímpico Francisco I. Madero          | 7 000     |                  | Print                 | Romed        |
| Tampico Madero     | Gastón Obledo        | Tampico Madero, Tamaulipas       | 1982 (42 años) | Tamaulipas                            | 19 667    |                  | GDL Transportes       | New Era      |
| Tulancingo         | Luis Alfonso Lugo    | Tulancingo, Hidalgo              | 2022 (3 años)  | Primero de Mayo                       | 4 000     |                  | RMBC Construcción     | Keuka        |
| UAT                | Gandhi Vega          | Ciudad Victoria, Tamaulipas      | 1995 (30 años) | Prof. Eugenio Alvizo Porras           | 5 000     | Correcaminos UAT |                       | Silver Sport |

#### Grupo 3
| Equipo                 | Entrenador            | Ciudad                           | Fundación      | Estadio                  | Capacidad | Filial       | Patrocinador      | Kit              |
| ---------------------- | --------------------- | -------------------------------- | -------------- | ------------------------ | --------- | ------------ | ----------------- | ---------------- |
| Cafetaleros de Chiapas | Jesús Palacios        | Tuxtla Gutiérrez, Chiapas        | 2015 (10 años) | Víctor Manuel Reyna      | 29 001    |              | Chiapas           | Silver Sport     |
| Deportiva Venados      | Arturo Espinoza       | Tamanché, Yucatán                | 2014 (10 años) | Alonso Diego Molina      | 2 500     |              |                   | Foursport        |
| Deportivo Dongu        | René Fuentes          | Cuautitlán, Estado de México     | 2019 (6 años)  | Los Pinos                | 5 000     |              |                   | Reator           |
| Escorpiones            | Omar Ramírez          | Cuernavaca, Morelos              | 2021 (4 años)  | Centenario               | 14 800    |              |                   | Keuka            |
| Inter Playa            | Carlos Bracamontes    | Playa del Carmen, Quintana Roo   | 1999 (26 años) | Mario Villanueva Madrid  | 7 500     |              | Solidaridad       | Spiro            |
| Leviatán               | Carlos Valdez         | Ciudad de México                 | 2020 (4 años)  | Jesús Martínez "Palillo" | 6 000     |              |                   | JAG Sportswear   |
| Montañeses             | Víctor Hernández      | Orizaba, Veracruz                | 2021 (3 años)  | Socum                    | 7 000     |              | Schettino         | EOS Sportswear   |
| Pachuca "B"            | Andrés Chitiva        | Pachuca, Hidalgo                 | 2015 (10 años) | Hidalgo                  | 30 000    | C.F. Pachuca | Cemento Fortaleza | Charly           |
| Real de Arteaga        | Roberto Montes de Oca | Santiago de Querétaro, Querétaro | 2022 (3 años)  | Olímpico Alameda         | 4 600     |              | Urbk              | Titan Sportswear |
| Sporting Canamy        | Juan Carlos Rico      | Oaxtepec, Morelos                | 2003 (21 años) | Centro Vacacional IMSS   | 9 000     |              | Undostres         | Canamy Sports    |
| Yalmakan               | Mendivi Mis           | Chetumal, Quintana Roo           | 2013 (11 años) | José López Portillo      | 15 500    |              | Magnicharters     | Keuka            |

### Cambios de entrenadores
| Equipo          | Entrenador (Jornadas)       | Fecha de vacante      | Tipo de salida                         | Pos.          | Entrenador entrante   | Fecha de nombramiento |
| --------------- | --------------------------- | --------------------- | -------------------------------------- | ------------- | --------------------- | --------------------- |
| Real de Arteaga | Rodrigo Andrade (1 - 4)     | 1 de febrero de 2023  | Despedido                              | 11º – Grupo 3 | Roberto Montes de Oca | 1 de febrero de 2023  |
| Yalmakan        | Juan Carlos Montiel (1 - 6) | 17 de febrero de 2023 | Renuncia                               | 8º – Grupo 3  | Mendivi Mis INT       | 17 de febrero de 2023 |
| Chihuahua       | Diego López (1 - 7)         | 22 de febrero de 2023 | Renuncia                               | 3º – Grupo 1  | Carlos Kanahan INT    | 23 de febrero de 2023 |
| Aguacateros CDU | José Muñoz (1 - 9)          | 7 de marzo de 2023    | Nombrado auxiliar del Atlético Morelia | 9º – Grupo 2  | Edgar Tolentino INT   | 8 de marzo de 2022    |

## Torneo regular
- Horarios en tiempo local.
- Calendario disponible en la página oficial de la competencia.

| Jornada 1            | Jornada 1 | Jornada 1              | Jornada 1                          | Jornada 1       | Jornada 1       | Jornada 1       | Jornada 1       | Jornada 1       | Jornada 1 | Jornada 1 |
| Grupo A              | Grupo A   | Grupo A                | Grupo A                            | Grupo A         | Grupo A         | Grupo A         | Grupo A         | Grupo A         | Grupo A   | Grupo A   |
| Local                | Resultado | Visitante              | Estadio                            | Fecha           | Hora            | Espectadores    | Amonestado      | Expulsado       |           |           |
| -------------------- | --------- | ---------------------- | ---------------------------------- | --------------- | --------------- | --------------- | --------------- | --------------- | --------- | --------- |
| Coras F.C.           | 0 - 2     | Tritones Vallarta      | Olímpico Santa Teresita            | 6 de enero      | 20:30           | 300             | 4               | 0               |           |           |
| Cimarrones "B"       | 1 - 1     | Chihuahua F.C.         | Héroe de Nacozari                  | 7 de enero      | 10:00           | 0               | 7               | 2               |           |           |
| Halcones de Zapopan  | 1 - 2     | Los Cabos United       | Miguel Hidalgo                     | 7 de enero      | 15:00           | 200             | 4               | 1               |           |           |
| UAZ                  | 3 - 0     | Mexicali F.C.          | Carlos Vega Villalba               | 7 de enero      | 17:00           | 200             | 2               | 0               |           |           |
| Mineros de Fresnillo | 1 - 0     | Leones Negros "B"      | Minera Fresnillo                   | 7 de enero      | 17:00           | 50              | 1               | 0               |           |           |
| DESCANSO:            | DESCANSO: | DESCANSO:              | Tecos                              | Tecos           | Tecos           | Tecos           | Tecos           | Tecos           |           |           |
| Grupo B              |           |                        |                                    |                 |                 |                 |                 |                 |           |           |
| Local                | Resultado | Visitante              | Estadio                            | Fecha           | Hora            | Espectadores    | Amonestado      | Expulsado       |           |           |
| Saltillo             | 3 - 0     | Colima F.C.            | O. Francisco I. Madero             | 7 de enero      | 16:00           | 500             | 3               | 1               |           |           |
| Tampico Madero       | 1 - 0     | Lobos ULMX             | Tamaulipas                         | 7 de enero      | 20:00           | 15 000          | 9               | 0               |           |           |
| Tulancingo           | 1 - 1     | Aguacateros CDU        | Primero de Mayo                    | 8 de enero      | 12:00           | 200             | 7               | 0               |           |           |
| La Piedad            | 1 - 1     | UAT                    | Juan N. López                      | 9 de enero      | 16:30           | 1 000           | 6               | 0               |           |           |
| Catedráticos Elite   | 0 - 1     | Gavilanes              | Núcleo Deportivo y de Espectáculos | Suspendido      | Suspendido      | Suspendido      | Suspendido      | Suspendido      |           |           |
| DESCANSO:            | DESCANSO: | DESCANSO:              | Inter Querétaro                    | Inter Querétaro | Inter Querétaro | Inter Querétaro | Inter Querétaro | Inter Querétaro |           |           |
| Grupo C              |           |                        |                                    |                 |                 |                 |                 |                 |           |           |
| Local                | Resultado | Visitante              | Estadio                            | Fecha           | Hora            | Espectadores    | Amonestado      | Expulsado       |           |           |
| Pachuca "B"          | 4 - 0     | Cafetaleros de Chiapas | Hidalgo                            | 6 de enero      | 12:00           | 200             | 3               | 0               |           |           |
| Deportiva Venados    | 1 - 2     | Yalmakan               | Alonso Diego Molina                | 7 de enero      | 15:00           | 200             | 6               | 0               |           |           |
| Deportivo Dongu      | 1 - 2     | Inter Playa            | Los Pinos                          | 7 de enero      | 16:00           | 150             | 6               | 1               |           |           |
| Leviatán             | 4 - 3     | Sporting Canamy        | Jesús Martínez "Palillo"           | 22 de febrero   | 12:00           | 75              | 5               | 0               |           |           |
| Real de Arteaga      | 0 - 1     | Escorpiones            | Hacienda Dolores                   | Suspendido      | Suspendido      | Suspendido      | Suspendido      | Suspendido      |           |           |
| DESCANSO:            | DESCANSO: | DESCANSO:              | Montañeses                         | Montañeses      | Montañeses      | Montañeses      | Montañeses      | Montañeses      |           |           |

| Jornada 2              | Jornada 2     | Jornada 2            | Jornada 2                        | Jornada 2         | Jornada 2         | Jornada 2         | Jornada 2         | Jornada 2         | Jornada 2 | Jornada 2 |
| Grupo A                | Grupo A       | Grupo A              | Grupo A                          | Grupo A           | Grupo A           | Grupo A           | Grupo A           | Grupo A           | Grupo A   | Grupo A   |
| Local                  | Resultado     | Visitante            | Estadio                          | Fecha             | Hora              | Espectadores      | Amonestado        | Expulsado         |           |           |
| ---------------------- | ------------- | -------------------- | -------------------------------- | ----------------- | ----------------- | ----------------- | ----------------- | ----------------- | --------- | --------- |
| Tecos                  | 1 - 0         | UAZ                  | Tres de Marzo                    | 13 de enero       | 19:00             | 500               | 3                 | 0                 |           |           |
| Chihuahua F.C.         | 3 - 1         | Coras F.C.           | Olímpico UACH                    | 13 de enero       | 19:30             | 4 315             | 4                 | 0                 |           |           |
| Leones Negros "B"      | 0 - 0         | Halcones de Zapopan  | Club Deportivo U. de G.          | 14 de enero       | 11:00             | 100               | 2                 | 0                 |           |           |
| Mexicali F.C.          | 4 - 2         | Mineros de Fresnillo | Ciudad Deportiva Mexicali        | 14 de enero       | 15:00             | 150               | 5                 | 1                 |           |           |
| Los Cabos United       | 1 - 4         | Cimarrones "B"       | Don Koll                         | 14 de enero       | 20:00             | 600               | 7                 | 0                 |           |           |
| DESCANSO:              | DESCANSO:     | DESCANSO:            | Tritones Vallarta                | Tritones Vallarta | Tritones Vallarta | Tritones Vallarta | Tritones Vallarta | Tritones Vallarta |           |           |
| Grupo B                |               |                      |                                  |                   |                   |                   |                   |                   |           |           |
| Local                  | Resultado     | Visitante            | Estadio                          | Fecha             | Hora              | Espectadores      | Amonestado        | Expulsado         |           |           |
| Gavilanes              | 4 - 1         | La Piedad            | El Hogar                         | 14 de enero       | 15:30             | 500               | 7                 | 1                 |           |           |
| Inter Querétaro        | 1 - 3         | Tampico Madero       | Olímpico Alameda                 | 14 de enero       | 16:00             | 300               | 4                 | 1                 |           |           |
| Saltillo               | 1 - 1         | Aguacateros CDU      | O. Francisco I. Madero           | 14 de enero       | 16:00             | 300               | 6                 | 0                 |           |           |
| Lobos ULMX             | (6) 2 - 2 (7) | Tulancingo           | Miguel Alemán Valdés             | 14 de enero       | 18:00             | 100               | 5                 | 1                 |           |           |
| Colima F.C.            | 4 - 0         | Catedráticos Elite   | Olímpico Universitario de Colima | 16 de enero       | 16:30             | 500               | 1                 | 0                 |           |           |
| DESCANSO:              | DESCANSO:     | DESCANSO:            | UAT                              | UAT               | UAT               | UAT               | UAT               | UAT               |           |           |
| Grupo C                |               |                      |                                  |                   |                   |                   |                   |                   |           |           |
| Local                  | Resultado     | Visitante            | Estadio                          | Fecha             | Hora              | Espectadores      | Amonestado        | Expulsado         |           |           |
| Inter Playa            | 8 - 0         | Real de Arteaga      | Mario Villanueva Madrid          | 13 de enero       | 18:00             | 500               | 0                 | 0                 |           |           |
| Escorpiones            | 3 - 1         | Deportiva Venados    | Centenario                       | 14 de enero       | 15:00             | 100               | 4                 | 3                 |           |           |
| Yalmakan               | 0 - 0         | Montañeses           | José López Portillo              | 14 de enero       | 15:00             | 400               | 0                 | 0                 |           |           |
| Sporting Canamy        | (4) 2 - 2 (5) | Deportivo Dongu      | Centro Vacacional IMSS           | 14 de enero       | 16:00             | 50                | 6                 | 0                 |           |           |
| Cafetaleros de Chiapas | 2 - 0         | Leviatán             | Víctor Manuel Reyna              | 14 de enero       | 16:00             | 3 000             | 4                 | 0                 |           |           |
| DESCANSO:              | DESCANSO:     | DESCANSO:            | Pachuca "B"                      | Pachuca "B"       | Pachuca "B"       | Pachuca "B"       | Pachuca "B"       | Pachuca "B"       |           |           |

| Jornada 3            | Jornada 3 | Jornada 3              | Jornada 3                      | Jornada 3    | Jornada 3  | Jornada 3    | Jornada 3  | Jornada 3  | Jornada 3 | Jornada 3 |
| Grupo A              | Grupo A   | Grupo A                | Grupo A                        | Grupo A      | Grupo A    | Grupo A      | Grupo A    | Grupo A    | Grupo A   | Grupo A   |
| Local                | Resultado | Visitante              | Estadio                        | Fecha        | Hora       | Espectadores | Amonestado | Expulsado  |           |           |
| -------------------- | --------- | ---------------------- | ------------------------------ | ------------ | ---------- | ------------ | ---------- | ---------- | --------- | --------- |
| Halcones de Zapopan  | 1 - 1     | Mexicali F.C.          | Miguel Hidalgo                 | 20 de enero  | 15:00      | 100          | 2          | 1          |           |           |
| Cimarrones "B"       | 4 - 1     | Leones Negros "B"      | Héroe de Nacozari              | 21 de enero  | 10:00      | 0            | 5          | 0          |           |           |
| UAZ                  | 1 - 0     | Tritones Vallarta      | Carlos Vega Villalba           | 21 de enero  | 17:00      | 350          | 8          | 1          |           |           |
| Mineros de Fresnillo | 0 - 2     | Tecos                  | Minera Fresnillo               | 21 de enero  | 17:00      | 50           | 3          | 0          |           |           |
| Los Cabos United     | 2 - 0     | Chihuahua F.C.         | Don Koll                       | 23 de enero  | 19:00      | 2 500        | 3          | 0          |           |           |
| DESCANSO:            | DESCANSO: | DESCANSO:              | Coras F.C.                     | Coras F.C.   | Coras F.C. | Coras F.C.   | Coras F.C. | Coras F.C. |           |           |
| Grupo B              |           |                        |                                |              |            |              |            |            |           |           |
| Local                | Resultado | Visitante              | Estadio                        | Fecha        | Hora       | Espectadores | Amonestado | Expulsado  |           |           |
| Inter Querétaro      | 1 - 1     | Lobos ULMX             | Olímpico Alameda               | 21 de enero  | 16:00      | 100          | 1          | 0          |           |           |
| Saltillo             | 1 - 0     | Tulancingo             | O. Francisco I. Madero         | 21 de enero  | 16:00      | 200          | 3          | 0          |           |           |
| La Piedad            | 2 - 1     | Colima F.C.            | Juan N. López                  | 21 de enero  | 19:00      | 1 300        | 5          | 0          |           |           |
| Tampico Madero       | 3 - 0     | UAT                    | Tamaulipas                     | 21 de enero  | 20:00      | 16 000       | 4          | 0          |           |           |
| Catedráticos Elite   | 3 - 0     | Aguacateros CDU        | Olímpico Sección 24            | 2 de febrero | 16:00      | 350          | 3          | 0          |           |           |
| DESCANSO:            | DESCANSO: | DESCANSO:              | Gavilanes                      | Gavilanes    | Gavilanes  | Gavilanes    | Gavilanes  | Gavilanes  |           |           |
| Grupo C              |           |                        |                                |              |            |              |            |            |           |           |
| Local                | Resultado | Visitante              | Estadio                        | Fecha        | Hora       | Espectadores | Amonestado | Expulsado  |           |           |
| Pachuca "B"          | 8 - 1     | Yalmakan               | Hidalgo                        | 20 de enero  | 12:00      | 100          | 2          | 1          |           |           |
| Deportiva Venados    | 8 - 0     | Real de Arteaga        | Alonso Diego Molina            | 21 de enero  | 15:00      | 100          | 0          | 0          |           |           |
| Deportivo Dongu      | 1 - 2     | Cafetaleros de Chiapas | Los Pinos                      | 21 de enero  | 16:00      | 150          | 6          | 1          |           |           |
| Sporting Canamy      | 0 - 0     | Inter Playa            | Centro Vacacional IMSS         | 21 de enero  | 16:00      | 150          | 5          | 0          |           |           |
| Montañeses           | 1 - 0     | Escorpiones            | Complejo Deportivo Orizaba Sur | 22 de enero  | 12:00      | 300          | 5          | 0          |           |           |
| DESCANSO:            | DESCANSO: | DESCANSO:              | Leviatán                       | Leviatán     | Leviatán   | Leviatán     | Leviatán   | Leviatán   |           |           |

| Jornada 4              | Jornada 4     | Jornada 4            | Jornada 4                           | Jornada 4       | Jornada 4       | Jornada 4       | Jornada 4       | Jornada 4       | Jornada 4 | Jornada 4 |
| Grupo A                | Grupo A       | Grupo A              | Grupo A                             | Grupo A         | Grupo A         | Grupo A         | Grupo A         | Grupo A         | Grupo A   | Grupo A   |
| Local                  | Resultado     | Visitante            | Estadio                             | Fecha           | Hora            | Espectadores    | Amonestado      | Expulsado       |           |           |
| ---------------------- | ------------- | -------------------- | ----------------------------------- | --------------- | --------------- | --------------- | --------------- | --------------- | --------- | --------- |
| Tecos                  | 2 - 0         | Halcones de Zapopan  | Tres de Marzo                       | 27 de enero     | 19:00           | 500             | 4               | 0               |           |           |
| Coras F.C.             | 1 - 0         | UAZ                  | Olímpico Santa Teresita             | 27 de enero     | 20:30           | 100             | 5               | 0               |           |           |
| Leones Negros "B"      | 0 - 1         | Los Cabos United     | Club Deportivo U. de G.             | 28 de enero     | 11:00           | 70              | 3               | 0               |           |           |
| Mexicali F.C.          | 1 - 1         | Cimarrones "B"       | Ciudad Deportiva Mexicali           | 28 de enero     | 15:00           | 610             | 3               | 0               |           |           |
| Tritones Vallarta      | 3 - 0         | Mineros de Fresnillo | Ciudad Deportiva San José del Valle | 28 de enero     | 16:00           | 500             | 6               | 0               |           |           |
| DESCANSO:              | DESCANSO:     | DESCANSO:            | Chihuahua F.C.                      | Chihuahua F.C.  | Chihuahua F.C.  | Chihuahua F.C.  | Chihuahua F.C.  | Chihuahua F.C.  |           |           |
| Grupo B                |               |                      |                                     |                 |                 |                 |                 |                 |           |           |
| Local                  | Resultado     | Visitante            | Estadio                             | Fecha           | Hora            | Espectadores    | Amonestado      | Expulsado       |           |           |
| UAT                    | 4 - 0         | Inter Querétaro      | Prof. Eugenio Alvizo Porras         | 28 de enero     | 10:00           | 60              | 3               | 1               |           |           |
| Aguacateros CDU        | 3 - 2         | La Piedad            | U.D. Hermanos López Rayón           | 28 de enero     | 15:00           | 1 000           | 7               | 3               |           |           |
| Gavilanes              | 1 - 2         | Tampico Madero       | El Hogar                            | 28 de enero     | 15:30           | 10 000          | 6               | 2               |           |           |
| Lobos ULMX             | 2 - 1         | Saltillo             | Miguel Alemán Valdés                | 28 de enero     | 18:00           | 100             | 7               | 0               |           |           |
| Tulancingo             | 3 - 2         | Catedráticos Elite   | Primero de Mayo                     | 29 de enero     | 12:00           | 200             | 3               | 0               |           |           |
| DESCANSO:              | DESCANSO:     | DESCANSO:            | Colima F.C.                         | Colima F.C.     | Colima F.C.     | Colima F.C.     | Colima F.C.     | Colima F.C.     |           |           |
| Grupo C                |               |                      |                                     |                 |                 |                 |                 |                 |           |           |
| Local                  | Resultado     | Visitante            | Estadio                             | Fecha           | Hora            | Espectadores    | Amonestado      | Expulsado       |           |           |
| Inter Playa            | (5) 2 - 2 (4) | Deportiva Venados    | Mario Villanueva Madrid             | 27 de enero     | 18:00           | 400             | 6               | 1               |           |           |
| Escorpiones            | 0 - 4         | Pachuca "B"          | Centenario                          | 28 de enero     | 15:00           | 263             | 5               | 0               |           |           |
| Yalmakan               | 2 - 0         | Leviatán             | José López Portillo                 | 28 de enero     | 15:00           | 200             | 3               | 0               |           |           |
| Cafetaleros de Chiapas | 3 - 2         | Sporting Canamy      | Víctor Manuel Reyna                 | 28 de enero     | 16:00           | 450             | 1               | 0               |           |           |
| Real de Arteaga        | 1 - 7         | Montañeses           | Olímpico Alameda                    | 29 de enero     | 16:00           | 100             | 4               | 0               |           |           |
| DESCANSO:              | DESCANSO:     | DESCANSO:            | Deportivo Dongu                     | Deportivo Dongu | Deportivo Dongu | Deportivo Dongu | Deportivo Dongu | Deportivo Dongu |           |           |

| Jornada 5              | Jornada 5     | Jornada 5         | Jornada 5                      | Jornada 5       | Jornada 5       | Jornada 5       | Jornada 5       | Jornada 5       | Jornada 5 | Jornada 5 |
| Grupo A                | Grupo A       | Grupo A           | Grupo A                        | Grupo A         | Grupo A         | Grupo A         | Grupo A         | Grupo A         | Grupo A   | Grupo A   |
| Local                  | Resultado     | Visitante         | Estadio                        | Fecha           | Hora            | Espectadores    | Amonestado      | Expulsado       |           |           |
| ---------------------- | ------------- | ----------------- | ------------------------------ | --------------- | --------------- | --------------- | --------------- | --------------- | --------- | --------- |
| Halcones de Zapopan    | 0 - 3         | Tritones Vallarta | Miguel Hidalgo                 | 3 de febrero    | 15:00           | 50              | 3               | 0               |           |           |
| Cimarrones "B"         | 0 - 1         | Tecos             | Héroe de Nacozari              | 4 de febrero    | 10:00           | 0               | 4               | 0               |           |           |
| Leones Negros "B"      | 1 - 2         | Chihuahua F.C.    | Club Deportivo U. de G.        | 4 de febrero    | 11:00           | 100             | 4               | 0               |           |           |
| Mineros de Fresnillo   | 1 - 0         | Coras F.C.        | Minera Fresnillo               | 4 de febrero    | 17:00           | 50              | 7               | 0               |           |           |
| Los Cabos United       | 3 - 0         | Mexicali F.C.     | Don Koll                       | 4 de febrero    | 20:00           | 400             | 0               | 0               |           |           |
| DESCANSO:              | DESCANSO:     | DESCANSO:         | UAZ                            | UAZ             | UAZ             | UAZ             | UAZ             | UAZ             |           |           |
| Grupo B                |               |                   |                                |                 |                 |                 |                 |                 |           |           |
| Local                  | Resultado     | Visitante         | Estadio                        | Fecha           | Hora            | Espectadores    | Amonestado      | Expulsado       |           |           |
| UAT                    | (3) 2 - 2 (1) | Lobos ULMX        | Prof. Eugenio Alvizo Porras    | 4 de febrero    | 10:00           | 200             | 4               | 0               |           |           |
| Inter Querétaro        | 1 - 2         | Gavilanes         | Olímpico Alameda               | 4 de febrero    | 16:00           | 300             | 5               | 0               |           |           |
| La Piedad              | 3 - 1         | Tulancingo        | Juan N. López                  | 4 de febrero    | 19:00           | 1 000           | 7               | 0               |           |           |
| Tampico Madero         | 2 - 1         | Colima F.C.       | Tamaulipas                     | 4 de febrero    | 20:00           | 10 000          | 3               | 0               |           |           |
| Catedráticos Elite     | 2 - 4         | Saltillo          | Olímpico Sección 24            | 5 de febrero    | 16:00           | 200             | 6               | 0               |           |           |
| DESCANSO:              | DESCANSO:     | DESCANSO:         | Aguacateros CDU                | Aguacateros CDU | Aguacateros CDU | Aguacateros CDU | Aguacateros CDU | Aguacateros CDU |           |           |
| Grupo C                |               |                   |                                |                 |                 |                 |                 |                 |           |           |
| Local                  | Resultado     | Visitante         | Estadio                        | Fecha           | Hora            | Espectadores    | Amonestado      | Expulsado       |           |           |
| Leviatán               | 1 - 4         | Escorpiones       | Jesús Martínez "Palillo"       | 3 de febrero    | 15:00           | 200             | 0               | 0               |           |           |
| Pachuca "B"            | 8 - 0         | Real de Arteaga   | Hidalgo                        | 3 de febrero    | 16:00           | 50              | 3               | 0               |           |           |
| Deportivo Dongu        | 2 - 1         | Yalmakan          | Los Pinos                      | 4 de febrero    | 16:00           | 200             | 4               | 0               |           |           |
| Cafetaleros de Chiapas | 1 - 0         | Inter Playa       | Víctor Manuel Reyna            | 4 de febrero    | 16:00           | 1 040           | 3               | 0               |           |           |
| Montañeses             | 1 - 0         | Deportiva Venados | Complejo Deportivo Orizaba Sur | 5 de febrero    | 12:00           | 1 100           | 5               | 0               |           |           |
| DESCANSO:              | DESCANSO:     | DESCANSO:         | Sporting Canamy                | Sporting Canamy | Sporting Canamy | Sporting Canamy | Sporting Canamy | Sporting Canamy |           |           |

| Jornada 6         | Jornada 6     | Jornada 6           | Jornada 6                           | Jornada 6              | Jornada 6              | Jornada 6              | Jornada 6              | Jornada 6              | Jornada 6 | Jornada 6 |
| Grupo A           | Grupo A       | Grupo A             | Grupo A                             | Grupo A                | Grupo A                | Grupo A                | Grupo A                | Grupo A                | Grupo A   | Grupo A   |
| Local             | Resultado     | Visitante           | Estadio                             | Fecha                  | Hora                   | Espectadores           | Amonestado             | Expulsado              |           |           |
| ----------------- | ------------- | ------------------- | ----------------------------------- | ---------------------- | ---------------------- | ---------------------- | ---------------------- | ---------------------- | --------- | --------- |
| Tecos             | 1 - 1         | Los Cabos United    | Tres de Marzo                       | 10 de febrero          | 19:00                  | 300                    | 2                      | 0                      |           |           |
| Chihuahua F.C.    | 3 - 1         | UAZ                 | Olímpico UACH                       | 10 de febrero          | 20:00                  | 5 000                  | 4                      | 0                      |           |           |
| Coras F.C.        | 1 - 1         | Halcones de Zapopan | Olímpico Santa Teresita             | 10 de febrero          | 20:30                  | 400                    | 6                      | 0                      |           |           |
| Mexicali F.C.     | 2 - 0         | Leones Negros "B"   | Ciudad Deportiva Mexicali           | 11 de febrero          | 15:00                  | 250                    | 4                      | 1                      |           |           |
| Tritones Vallarta | 4 - 1         | Cimarrones "B"      | Ciudad Deportiva San José del Valle | 11 de febrero          | 16:00                  | 450                    | 2                      | 0                      |           |           |
| DESCANSO:         | DESCANSO:     | DESCANSO:           | Mineros de Fresnillo                | Mineros de Fresnillo   | Mineros de Fresnillo   | Mineros de Fresnillo   | Mineros de Fresnillo   | Mineros de Fresnillo   |           |           |
| Grupo B           |               |                     |                                     |                        |                        |                        |                        |                        |           |           |
| Local             | Resultado     | Visitante           | Estadio                             | Fecha                  | Hora                   | Espectadores           | Amonestado             | Expulsado              |           |           |
| Aguacateros CDU   | 0 - 1         | Tampico Madero      | U.D. Hermanos López Rayón           | 11 de febrero          | 15:00                  | 1 000                  | 1                      | 0                      |           |           |
| Gavilanes         | 2 - 1         | UAT                 | El Hogar                            | 11 de febrero          | 15:30                  | 5 000                  | 1                      | 1                      |           |           |
| Colima F.C.       | 2 - 0         | Inter Querétaro     | Olímpico Universitario de Colima    | 11 de febrero          | 16:00                  | 200                    | 3                      | 0                      |           |           |
| Saltillo          | 2 - 0         | La Piedad           | O. Francisco I. Madero              | 11 de febrero          | 16:00                  | 500                    | 2                      | 0                      |           |           |
| Lobos ULMX        | (4) 3 - 3 (2) | Catedráticos Elite  | Miguel Alemán Valdés                | 11 de febrero          | 18:00                  | 200                    | 9                      | 0                      |           |           |
| DESCANSO:         | DESCANSO:     | DESCANSO:           | Tulancingo                          | Tulancingo             | Tulancingo             | Tulancingo             | Tulancingo             | Tulancingo             |           |           |
| Grupo C           |               |                     |                                     |                        |                        |                        |                        |                        |           |           |
| Local             | Resultado     | Visitante           | Estadio                             | Fecha                  | Hora                   | Espectadores           | Amonestado             | Expulsado              |           |           |
| Inter Playa       | 3 - 2         | Montañeses          | Mario Villanueva Madrid             | 10 de febrero          | 18:00                  | 300                    | 5                      | 1                      |           |           |
| Deportiva Venados | 2 - 1         | Pachuca "B"         | Alonso Diego Molina                 | 11 de febrero          | 15:00                  | 100                    | 2                      | 1                      |           |           |
| Yalmakan          | 1 - 2         | Sporting Canamy     | José López Portillo                 | 11 de febrero          | 15:00                  | 200                    | 3                      | 0                      |           |           |
| Escorpiones       | 0 - 1         | Deportivo Dongu     | Centenario                          | 11 de febrero          | 15:00                  | 303                    | 3                      | 0                      |           |           |
| Real de Arteaga   | 0 - 2         | Leviatán            | Olímpico Alameda                    | 12 de febrero          | 16:00                  | 50                     | 0                      | 0                      |           |           |
| DESCANSO:         | DESCANSO:     | DESCANSO:           | Cafetaleros de Chiapas              | Cafetaleros de Chiapas | Cafetaleros de Chiapas | Cafetaleros de Chiapas | Cafetaleros de Chiapas | Cafetaleros de Chiapas |           |           |

| Jornada 7              | Jornada 7 | Jornada 7          | Jornada 7                   | Jornada 7           | Jornada 7           | Jornada 7           | Jornada 7           | Jornada 7           | Jornada 7 | Jornada 7 |
| Grupo A                | Grupo A   | Grupo A            | Grupo A                     | Grupo A             | Grupo A             | Grupo A             | Grupo A             | Grupo A             | Grupo A   | Grupo A   |
| Local                  | Resultado | Visitante          | Estadio                     | Fecha               | Hora                | Espectadores        | Amonestado          | Expulsado           |           |           |
| ---------------------- | --------- | ------------------ | --------------------------- | ------------------- | ------------------- | ------------------- | ------------------- | ------------------- | --------- | --------- |
| Cimarrones "B"         | 2 - 0     | Coras F.C.         | Héroe de Nacozari           | 18 de febrero       | 10:00               | 50                  | 8                   | 0                   |           |           |
| Leones Negros "B"      | 0 - 2     | Tecos              | Club Deportivo U. de G.     | 18 de febrero       | 11:00               | 100                 | 3                   | 0                   |           |           |
| Mexicali F.C.          | 1 - 3     | Chihuahua F.C.     | Ciudad Deportiva Mexicali   | 18 de febrero       | 15:00               | 555                 | 4                   | 0                   |           |           |
| Mineros de Fresnillo   | 1 - 1     | UAZ                | Minera Fresnillo            | 18 de febrero       | 17:00               | 500                 | 3                   | 2                   |           |           |
| Los Cabos United       | 0 - 0     | Tritones Vallarta  | Don Koll                    | 18 de febrero       | 20:00               | 1 100               | 2                   | 0                   |           |           |
| DESCANSO:              | DESCANSO: | DESCANSO:          | Halcones de Zapopan         | Halcones de Zapopan | Halcones de Zapopan | Halcones de Zapopan | Halcones de Zapopan | Halcones de Zapopan |           |           |
| Grupo B                |           |                    |                             |                     |                     |                     |                     |                     |           |           |
| Local                  | Resultado | Visitante          | Estadio                     | Fecha               | Hora                | Espectadores        | Amonestado          | Expulsado           |           |           |
| UAT                    | 4 - 5     | Colima F.C.        | Prof. Eugenio Alvizo Porras | 18 de febrero       | 10:00               | 100                 | 1                   | 0                   |           |           |
| Gavilanes              | 0 - 0     | Lobos ULMX         | El Hogar                    | 18 de febrero       | 15:30               | 1 500               | 5                   | 0                   |           |           |
| Inter Querétaro        | 1 - 1     | Aguacateros CDU    | Olímpico Alameda            | 18 de febrero       | 16:00               | 300                 | 4                   | 0                   |           |           |
| La Piedad              | 3 - 1     | Catedráticos Elite | Juan N. López               | 18 de febrero       | 19:00               | 2 000               | 3                   | 1                   |           |           |
| Tampico Madero         | 1 - 0     | Tulancingo         | Tamaulipas                  | 20 de febrero       | 20:00               | 8 000               | 6                   | 1                   |           |           |
| DESCANSO:              | DESCANSO: | DESCANSO:          | Saltillo                    | Saltillo            | Saltillo            | Saltillo            | Saltillo            | Saltillo            |           |           |
| Grupo C                |           |                    |                             |                     |                     |                     |                     |                     |           |           |
| Local                  | Resultado | Visitante          | Estadio                     | Fecha               | Hora                | Espectadores        | Amonestado          | Expulsado           |           |           |
| Pachuca "B"            | 4 - 1     | Montañeses         | Hidalgo                     | 17 de febrero       | 12:00               | 50                  | 1                   | 1                   |           |           |
| Leviatán               | 0 - 5     | Deportiva Venados  | Jesús Martínez "Palillo"    | 17 de febrero       | 12:00               | 100                 | 8                   | 0                   |           |           |
| Deportivo Dongu        | 13 - 0    | Real de Arteaga    | Los Pinos                   | 18 de febrero       | 16:00               | 150                 | 0                   | 0                   |           |           |
| Sporting Canamy        | 2 - 1     | Escorpiones        | Centro Vacacional IMSS      | 18 de febrero       | 16:00               | 50                  | 1                   | 1                   |           |           |
| Cafetaleros de Chiapas | 3 - 2     | Yalmakan           | Víctor Manuel Reyna         | 18 de febrero       | 16:00               | 3 500               | 2                   | 0                   |           |           |
| DESCANSO:              | DESCANSO: | DESCANSO:          | Inter Playa                 | Inter Playa         | Inter Playa         | Inter Playa         | Inter Playa         | Inter Playa         |           |           |

| Jornada 8         | Jornada 8 | Jornada 8              | Jornada 8                           | Jornada 8          | Jornada 8          | Jornada 8          | Jornada 8          | Jornada 8          | Jornada 8 | Jornada 8 |
| Grupo A           | Grupo A   | Grupo A                | Grupo A                             | Grupo A            | Grupo A            | Grupo A            | Grupo A            | Grupo A            | Grupo A   | Grupo A   |
| Local             | Resultado | Visitante              | Estadio                             | Fecha              | Hora               | Espectadores       | Amonestado         | Expulsado          |           |           |
| ----------------- | --------- | ---------------------- | ----------------------------------- | ------------------ | ------------------ | ------------------ | ------------------ | ------------------ | --------- | --------- |
| Tecos             | 1 - 0     | Mexicali F.C.          | Tres de Marzo                       | 24 de febrero      | 19:00              | 200                | 5                  | 0                  |           |           |
| Coras F.C.        | 1 - 0     | Los Cabos United       | Olímpico Santa Teresita             | 24 de febrero      | 20:30              | 400                | 8                  | 0                  |           |           |
| Tritones Vallarta | 1 - 0     | Leones Negros "B"      | Ciudad Deportiva San José del Valle | 25 de febrero      | 16:00              | 500                | 3                  | 1                  |           |           |
| UAZ               | 3 - 1     | Halcones de Zapopan    | Carlos Vega Villalba                | 25 de febrero      | 17:00              | 300                | 2                  | 0                  |           |           |
| Chihuahua F.C.    | 3 - 1     | Mineros de Fresnillo   | Olímpico UACH                       | 27 de febrero      | 20:00              | 4 500              | 4                  | 0                  |           |           |
| DESCANSO:         | DESCANSO: | DESCANSO:              | Cimarrones "B"                      | Cimarrones "B"     | Cimarrones "B"     | Cimarrones "B"     | Cimarrones "B"     | Cimarrones "B"     |           |           |
| Grupo B           |           |                        |                                     |                    |                    |                    |                    |                    |           |           |
| Local             | Resultado | Visitante              | Estadio                             | Fecha              | Hora               | Espectadores       | Amonestado         | Expulsado          |           |           |
| Aguacateros CDU   | 1 - 0     | UAT                    | U.D. Hermanos López Rayón           | 25 de febrero      | 15:00              | 500                | 3                  | 1                  |           |           |
| Colima F.C.       | 2 - 0     | Gavilanes              | Olímpico Universitario de Colima    | 25 de febrero      | 16:00              | 500                | 3                  | 1                  |           |           |
| Saltillo          | 1 - 2     | Tampico Madero         | O. Francisco I. Madero              | 25 de febrero      | 16:00              | 500                | 4                  | 0                  |           |           |
| Lobos ULMX        | 3 - 2     | La Piedad              | Miguel Alemán Valdés                | 25 de febrero      | 18:00              | 350                | 7                  | 1                  |           |           |
| Tulancingo        | 2 - 1     | Inter Querétaro        | Primero de Mayo                     | 26 de febrero      | 12:00              | 100                | 1                  | 0                  |           |           |
| DESCANSO:         | DESCANSO: | DESCANSO:              | Catedráticos Elite                  | Catedráticos Elite | Catedráticos Elite | Catedráticos Elite | Catedráticos Elite | Catedráticos Elite |           |           |
| Grupo C           |           |                        |                                     |                    |                    |                    |                    |                    |           |           |
| Local             | Resultado | Visitante              | Estadio                             | Fecha              | Hora               | Espectadores       | Amonestado         | Expulsado          |           |           |
| Inter Playa       | 2 - 0     | Pachuca "B"            | Mario Villanueva Madrid             | 24 de febrero      | 18:00              | 1 000              | 4                  | 0                  |           |           |
| Deportiva Venados | 0 - 1     | Deportivo Dongu        | Alonso Diego Molina                 | 25 de febrero      | 15:00              | 50                 | 7                  | 0                  |           |           |
| Escorpiones       | 0 - 0     | Cafetaleros de Chiapas | Centenario                          | 25 de febrero      | 15:00              | 150                | 4                  | 1                  |           |           |
| Montañeses        | 4 - 0     | Leviatán               | Socum                               | 26 de febrero      | 12:00              | 4 500              | 3                  | 1                  |           |           |
| Real de Arteaga   | 0 - 9     | Sporting Canamy        | Olímpico Alameda                    | 26 de febrero      | 16:00              | 100                | 2                  | 0                  |           |           |
| DESCANSO:         | DESCANSO: | DESCANSO:              | Yalmakan                            | Yalmakan           | Yalmakan           | Yalmakan           | Yalmakan           | Yalmakan           |           |           |

| Jornada 9              | Jornada 9     | Jornada 9            | Jornada 9                        | Jornada 9        | Jornada 9        | Jornada 9        | Jornada 9        | Jornada 9        | Jornada 9 | Jornada 9 |
| Grupo A                | Grupo A       | Grupo A              | Grupo A                          | Grupo A          | Grupo A          | Grupo A          | Grupo A          | Grupo A          | Grupo A   | Grupo A   |
| Local                  | Resultado     | Visitante            | Estadio                          | Fecha            | Hora             | Espectadores     | Amonestado       | Expulsado        |           |           |
| ---------------------- | ------------- | -------------------- | -------------------------------- | ---------------- | ---------------- | ---------------- | ---------------- | ---------------- | --------- | --------- |
| Halcones de Zapopan    | 2 - 0         | Mineros de Fresnillo | Miguel Hidalgo                   | 3 de marzo       | 19:00            | 100              | 1                | 0                |           |           |
| Tecos                  | 1 - 1         | Chihuahua F.C.       | Tres de Marzo                    | 3 de marzo       | 19:00            | 1 000            | 7                | 1                |           |           |
| Cimarrones "B"         | 0 - 2         | UAZ                  | Héroe de Nacozari                | 4 de marzo       | 10:00            | 200              | 5                | 0                |           |           |
| Leones Negros "B"      | 1 - 2         | Coras F.C.           | Club Deportivo U. de G.          | 4 de marzo       | 11:00            | 100              | 4                | 0                |           |           |
| Mexicali F.C.          | 0 - 1         | Tritones Vallarta    | Ciudad Deportiva Mexicali        | 4 de marzo       | 15:00            | 100              | 4                | 0                |           |           |
| DESCANSO:              | DESCANSO:     | DESCANSO:            | Los Cabos United                 | Los Cabos United | Los Cabos United | Los Cabos United | Los Cabos United | Los Cabos United |           |           |
| Grupo B                |               |                      |                                  |                  |                  |                  |                  |                  |           |           |
| Local                  | Resultado     | Visitante            | Estadio                          | Fecha            | Hora             | Espectadores     | Amonestado       | Expulsado        |           |           |
| UAT                    | 1 - 0         | Tulancingo           | Prof. Eugenio Alvizo Porras      | 4 de marzo       | 10:00            | 500              | 3                | 0                |           |           |
| Gavilanes              | 7 - 1         | Aguacateros CDU      | El Hogar                         | 4 de marzo       | 16:00            | 3 000            | 3                | 0                |           |           |
| Inter Querétaro        | (4) 2 - 2 (5) | Saltillo             | Olímpico Alameda                 | 4 de marzo       | 16:00            | 300              | 3                | 1                |           |           |
| Colima F.C.            | 1 - 1         | Lobos ULMX           | Olímpico Universitario de Colima | 4 de marzo       | 16:00            | 300              | 7                | 0                |           |           |
| Tampico Madero         | 4 - 1         | Catedráticos Elite   | Tamaulipas                       | 4 de marzo       | 20:00            | 12 000           | 1                | 0                |           |           |
| DESCANSO:              | DESCANSO:     | DESCANSO:            | La Piedad                        | La Piedad        | La Piedad        | La Piedad        | La Piedad        | La Piedad        |           |           |
| Grupo C                |               |                      |                                  |                  |                  |                  |                  |                  |           |           |
| Local                  | Resultado     | Visitante            | Estadio                          | Fecha            | Hora             | Espectadores     | Amonestado       | Expulsado        |           |           |
| Leviatán               | 0 - 8         | Pachuca "B"          | Jesús Martínez "Palillo"         | 3 de marzo       | 12:00            | 100              | 0                | 0                |           |           |
| Yalmakan               | 0 - 1         | Inter Playa          | José López Portillo              | 4 de marzo       | 15:00            | 250              | 4                | 0                |           |           |
| Deportivo Dongu        | 1 - 2         | Montañeses           | Los Pinos                        | 4 de marzo       | 16:00            | 200              | 6                | 0                |           |           |
| Cafetaleros de Chiapas | 6 - 0         | Real de Arteaga      | Víctor Manuel Reyna              | 4 de marzo       | 16:00            | 930              | 5                | 0                |           |           |
| Sporting Canamy        | 2 - 4         | Deportiva Venados    | Centro Vacacional IMSS           | 6 de marzo       | 20:00            | 100              | 4                | 1                |           |           |
| DESCANSO:              | DESCANSO:     | DESCANSO:            | Escorpiones                      | Escorpiones      | Escorpiones      | Escorpiones      | Escorpiones      | Escorpiones      |           |           |

| Jornada 10           | Jornada 10 | Jornada 10             | Jornada 10                          | Jornada 10        | Jornada 10        | Jornada 10        | Jornada 10        | Jornada 10        | Jornada 10 | Jornada 10 |
| Grupo A              | Grupo A    | Grupo A                | Grupo A                             | Grupo A           | Grupo A           | Grupo A           | Grupo A           | Grupo A           | Grupo A    | Grupo A    |
| Local                | Resultado  | Visitante              | Estadio                             | Fecha             | Hora              | Espectadores      | Amonestado        | Expulsado         |            |            |
| -------------------- | ---------- | ---------------------- | ----------------------------------- | ----------------- | ----------------- | ----------------- | ----------------- | ----------------- | ---------- | ---------- |
| Halcones de Zapopan  | 0 - 3      | Chihuahua F.C.         | Miguel Hidalgo                      | 10 de marzo       | 15:00             | 150               | 3                 | 0                 |            |            |
| Coras F.C.           | 3 - 1      | Mexicali F.C.          | Olímpico Santa Teresita             | 10 de marzo       | 20:30             | 200               | 3                 | 0                 |            |            |
| Tritones Vallarta    | 2 - 1      | Tecos                  | Ciudad Deportiva San José del Valle | 11 de marzo       | 16:00             | 500               | 3                 | 0                 |            |            |
| Mineros de Fresnillo | 0 - 1      | Cimarrones "B"         | Minera Fresnillo                    | 11 de marzo       | 17:00             | 100               | 0                 | 0                 |            |            |
| UAZ                  | 0 - 4      | Los Cabos United       | Carlos Vega Villalba                | 13 de marzo       | 20:00             | 300               | 0                 | 0                 |            |            |
| DESCANSO:            | DESCANSO:  | DESCANSO:              | Leones Negros "B"                   | Leones Negros "B" | Leones Negros "B" | Leones Negros "B" | Leones Negros "B" | Leones Negros "B" |            |            |
| Grupo B              |            |                        |                                     |                   |                   |                   |                   |                   |            |            |
| Local                | Resultado  | Visitante              | Estadio                             | Fecha             | Hora              | Espectadores      | Amonestado        | Expulsado         |            |            |
| Catedráticos Elite   | 1 - 4      | Inter Querétaro        | Olímpico Sección 24                 | 10 de marzo       | 16:00             | 50                | 3                 | 0                 |            |            |
| Aguacateros CDU      | 2 - 1      | Colima F.C.            | U.D. Hermanos López Rayón           | 11 de marzo       | 15:00             | 400               | 2                 | 0                 |            |            |
| Saltillo             | 1 - 3      | UAT                    | O. Francisco I. Madero              | 11 de marzo       | 16:00             | 500               | 5                 | 0                 |            |            |
| La Piedad            | 1 - 1      | Tampico Madero         | Juan N. López                       | 11 de marzo       | 19:00             | 1 000             | 6                 | 2                 |            |            |
| Tulancingo           | 2 - 1      | Gavilanes              | Primero de Mayo                     | 12 de marzo       | 12:00             | 150               | 2                 | 0                 |            |            |
| DESCANSO:            | DESCANSO:  | DESCANSO:              | Lobos ULMX                          | Lobos ULMX        | Lobos ULMX        | Lobos ULMX        | Lobos ULMX        | Lobos ULMX        |            |            |
| Grupo C              |            |                        |                                     |                   |                   |                   |                   |                   |            |            |
| Local                | Resultado  | Visitante              | Estadio                             | Fecha             | Hora              | Espectadores      | Amonestado        | Expulsado         |            |            |
| Leviatán             | 0 - 2      | Inter Playa            | Claudio Suárez                      | 10 de marzo       | 12:00             | 100               | 5                 | 1                 |            |            |
| Pachuca "B"          | 0 - 2      | Deportivo Dongu        | Hidalgo                             | 10 de marzo       | 12:00             | 200               | 3                 | 0                 |            |            |
| Deportiva Venados    | 2 - 0      | Cafetaleros de Chiapas | Alonso Diego Molina                 | 11 de marzo       | 15:00             | 150               | 5                 | 0                 |            |            |
| Escorpiones          | 1 - 0      | Yalmakan               | Centenario                          | 11 de marzo       | 15:00             | 200               | 2                 | 1                 |            |            |
| Montañeses           | 2 - 0      | Sporting Canamy        | Socum                               | 12 de marzo       | 12:00             | 4 500             | 2                 | 0                 |            |            |
| DESCANSO:            | DESCANSO:  | DESCANSO:              | Real de Arteaga                     | Real de Arteaga   | Real de Arteaga   | Real de Arteaga   | Real de Arteaga   | Real de Arteaga   |            |            |

| Jornada 11             | Jornada 11 | Jornada 11           | Jornada 11                       | Jornada 11        | Jornada 11        | Jornada 11        | Jornada 11        | Jornada 11        | Jornada 11 | Jornada 11 |
| Grupo A                | Grupo A    | Grupo A              | Grupo A                          | Grupo A           | Grupo A           | Grupo A           | Grupo A           | Grupo A           | Grupo A    | Grupo A    |
| Local                  | Resultado  | Visitante            | Estadio                          | Fecha             | Hora              | Espectadores      | Amonestado        | Expulsado         |            |            |
| ---------------------- | ---------- | -------------------- | -------------------------------- | ----------------- | ----------------- | ----------------- | ----------------- | ----------------- | ---------- | ---------- |
| Tecos                  | 2 - 0      | Coras F.C.           | Tres de Marzo                    | 17 de marzo       | 19:00             | 400               | 3                 | 1                 |            |            |
| Chihuahua F.C.         | 2 - 1      | Tritones Vallarta    | Olímpico UACH                    | 17 de marzo       | 20:00             | 4 700             | 3                 | 1                 |            |            |
| Cimarrones "B"         | 2 - 0      | Halcones de Zapopan  | Héroe de Nacozari                | 18 de marzo       | 10:00             | 0                 | 0                 | 0                 |            |            |
| Leones Negros "B"      | 1 - 3      | UAZ                  | Club Deportivo U. de G.          | 18 de marzo       | 11:00             | 50                | 1                 | 0                 |            |            |
| Los Cabos United       | 0 - 1      | Mineros de Fresnillo | Don Koll                         | 18 de marzo       | 20:00             | 400               |                   |                   |            |            |
| DESCANSO:              | DESCANSO:  | DESCANSO:            | Mexicali F.C.                    | Mexicali F.C.     | Mexicali F.C.     | Mexicali F.C.     | Mexicali F.C.     | Mexicali F.C.     |            |            |
| Grupo B                |            |                      |                                  |                   |                   |                   |                   |                   |            |            |
| Local                  | Resultado  | Visitante            | Estadio                          | Fecha             | Hora              | Espectadores      | Amonestado        | Expulsado         |            |            |
| Catedráticos Elite     | 3 - 2      | UAT                  | Olímpico Sección 24              | 17 de marzo       | 16:00             | 500               | 4                 | 0                 |            |            |
| Inter Querétaro        | 0 - 1      | La Piedad            | Olímpico Alameda                 | 18 de marzo       | 16:00             | 200               | 4                 | 0                 |            |            |
| Colima F.C.            | 1 - 1      | Tulancingo           | Olímpico Universitario de Colima | 18 de marzo       | 16:00             | 200               | 1                 | 0                 |            |            |
| Gavilanes              | 4 - 1      | Saltillo             | El Hogar                         | 18 de marzo       | 17:00             | 1 500             | 3                 | 0                 |            |            |
| Lobos ULMX             | 0 - 0      | Aguacateros CDU      | Miguel Alemán Valdés             | 18 de marzo       | 18:00             | 100               | 0                 | 0                 |            |            |
| DESCANSO:              | DESCANSO:  | DESCANSO:            | Tampico Madero                   | Tampico Madero    | Tampico Madero    | Tampico Madero    | Tampico Madero    | Tampico Madero    |            |            |
| Grupo C                |            |                      |                                  |                   |                   |                   |                   |                   |            |            |
| Local                  | Resultado  | Visitante            | Estadio                          | Fecha             | Hora              | Espectadores      | Amonestado        | Expulsado         |            |            |
| Inter Playa            | 1 - 1      | Escorpiones          | Mario Villanueva Madrid          | 17 de marzo       | 18:00             | 700               | 5                 | 0                 |            |            |
| Yalmakan               | 5 - 0      | Real de Arteaga      | José López Portillo              | 18 de marzo       | 15:00             | 150               | 2                 | 0                 |            |            |
| Deportivo Dongu        | 9 - 0      | Leviatán             | Los Pinos                        | 18 de marzo       | 16:00             | 100               | 4                 | 0                 |            |            |
| Sporting Canamy        | 0 - 3      | Pachuca "B"          | Centro Vacacional IMSS           | 18 de marzo       | 16:00             | 100               | 4                 | 0                 |            |            |
| Cafetaleros de Chiapas | 2 - 1      | Montañeses           | Víctor Manuel Reyna              | 18 de marzo       | 16:00             | 500               | 7                 | 0                 |            |            |
| DESCANSO:              | DESCANSO:  | DESCANSO:            | Deportiva Venados                | Deportiva Venados | Deportiva Venados | Deportiva Venados | Deportiva Venados | Deportiva Venados |            |            |

## Tabla General de Clasificación
| Pos. | Equipo                 | Pts. | PJ | G | E | P  | GF | GC | Dif. | Clasificación                              |
| ---- | ---------------------- | ---- | -- | - | - | -- | -- | -- | ---- | ------------------------------------------ |
| 1    | Tampico Madero (C)     | 29   | 10 | 9 | 1 | 0  | 20 | 6  | +14  | Cuartos de final de la liguilla de ascenso |
| 2    | Chihuahua F.C.         | 25   | 10 | 7 | 2 | 1  | 21 | 10 | +11  | Cuartos de final de la liguilla de ascenso |
| 3    | Tecos                  | 25   | 10 | 7 | 2 | 1  | 14 | 4  | +10  | Cuartos de final de la liguilla de ascenso |
| 4    | Pachuca "B"            | 24   | 10 | 7 | 0 | 3  | 40 | 8  | +32  | Semifinales de la liguilla de filiales     |
| 5    | Tritones Vallarta      | 24   | 10 | 7 | 1 | 2  | 17 | 5  | +12  | Cuartos de final de la liguilla de ascenso |
| 6    | Inter Playa            | 23   | 10 | 6 | 3 | 1  | 21 | 7  | +14  | Cuartos de final de la liguilla de ascenso |
| 7    | Cafetaleros de Chiapas | 22   | 10 | 7 | 1 | 2  | 19 | 12 | +7   | Cuartos de final de la liguilla de ascenso |
| 8    | Deportivo Dongu        | 21   | 10 | 6 | 1 | 3  | 33 | 9  | +24  | Cuartos de final de la liguilla de ascenso |
| 9    | Montañeses             | 20   | 10 | 6 | 1 | 3  | 21 | 11 | +10  |                                            |
| 10   | Gavilanes              | 19   | 10 | 6 | 1 | 3  | 22 | 11 | +11  | Cuartos de final de la liguilla de ascenso |
| 11   | Deportiva Venados      | 18   | 10 | 5 | 1 | 4  | 25 | 12 | +13  |                                            |
| 12   | Los Cabos United       | 18   | 10 | 5 | 2 | 3  | 14 | 8  | +6   |                                            |
| 13   | Cimarrones "B"         | 18   | 10 | 5 | 2 | 3  | 16 | 11 | +5   | Semifinales de la liguilla de filiales     |
| 14   | UAZ                    | 18   | 10 | 5 | 1 | 4  | 14 | 12 | +2   |                                            |
| 15   | Saltillo               | 16   | 10 | 4 | 2 | 4  | 17 | 16 | +1   |                                            |
| 16   | Escorpiones            | 15   | 10 | 4 | 2 | 4  | 11 | 11 | 0    |                                            |
| 17   | Colima F.C.            | 14   | 10 | 4 | 2 | 4  | 18 | 15 | +3   |                                            |
| 18   | Lobos ULMX             | 14   | 10 | 2 | 7 | 1  | 14 | 13 | +1   | Semifinales de la liguilla de filiales     |
| 19   | La Piedad              | 14   | 10 | 4 | 2 | 4  | 16 | 16 | 0    |                                            |
| 20   | UAT                    | 13   | 10 | 3 | 2 | 5  | 18 | 18 | 0    | Semifinales de la liguilla de filiales     |
| 21   | Tulancingo             | 13   | 10 | 3 | 3 | 4  | 12 | 14 | −2   |                                            |
| 22   | Coras F.C.             | 13   | 10 | 4 | 1 | 5  | 9  | 13 | −4   |                                            |
| 23   | Aguacateros CDU        | 13   | 10 | 3 | 4 | 3  | 10 | 17 | −7   |                                            |
| 24   | Sporting Canamy        | 12   | 10 | 3 | 2 | 5  | 22 | 20 | +2   |                                            |
| 25   | Yalmakan               | 10   | 10 | 3 | 1 | 6  | 14 | 18 | −4   |                                            |
| 26   | Mineros de Fresnillo   | 10   | 10 | 3 | 1 | 6  | 7  | 16 | −9   |                                            |
| 27   | Mexicali F.C.          | 8    | 10 | 2 | 2 | 6  | 10 | 18 | −8   |                                            |
| 28   | Inter Querétaro        | 7    | 10 | 1 | 3 | 6  | 11 | 19 | −8   |                                            |
| 29   | Catedráticos Elite     | 7    | 10 | 2 | 1 | 7  | 16 | 28 | −12  |                                            |
| 30   | Leviatán               | 7    | 10 | 2 | 0 | 8  | 7  | 39 | −32  |                                            |
| 31   | Halcones de Zapopan    | 6    | 10 | 1 | 3 | 6  | 6  | 17 | −11  |                                            |
| 32   | Leones Negros "B"      | 1    | 10 | 0 | 1 | 9  | 4  | 18 | −14  |                                            |
| 33   | Real de Arteaga        | 0    | 10 | 0 | 0 | 10 | 1  | 67 | −66  |                                            |

Actualizado a los partidos jugados el 18 de marzo de 2023.
 Fuente: Liga Premier FMF
Criterios de clasificación: Puntos · Diferencia de goles · Goles a favor · Cociente

## Tabla de Clasificación por Grupos

### Grupo 1
| Pos. | Equipo               | Pts. | PJ | G | E | P | GF | GC | Dif. | Clasificación                              |
| ---- | -------------------- | ---- | -- | - | - | - | -- | -- | ---- | ------------------------------------------ |
| 1    | Chihuahua F.C.       | 25   | 10 | 7 | 2 | 1 | 21 | 10 | +11  | Cuartos de final de la liguilla de ascenso |
| 2    | Tecos                | 25   | 10 | 7 | 2 | 1 | 14 | 4  | +10  | Cuartos de final de la liguilla de ascenso |
| 3    | Tritones Vallarta    | 24   | 10 | 7 | 1 | 2 | 17 | 5  | +12  | Cuartos de final de la liguilla de ascenso |
| 4    | Los Cabos United     | 18   | 10 | 5 | 2 | 3 | 14 | 8  | +6   |                                            |
| 5    | Cimarrones "B"       | 18   | 10 | 5 | 2 | 3 | 16 | 11 | +5   | Semifinales de la liguilla de filiales     |
| 6    | UAZ                  | 18   | 10 | 5 | 1 | 4 | 14 | 12 | +2   |                                            |
| 7    | Coras F.C.           | 13   | 10 | 4 | 1 | 5 | 9  | 13 | −4   |                                            |
| 8    | Mineros de Fresnillo | 10   | 10 | 3 | 1 | 6 | 7  | 16 | −9   |                                            |
| 9    | Mexicali F.C.        | 8    | 10 | 2 | 2 | 6 | 10 | 18 | −8   |                                            |
| 10   | Halcones de Zapopan  | 6    | 10 | 1 | 3 | 6 | 6  | 17 | −11  |                                            |
| 11   | Leones Negros "B"    | 1    | 10 | 0 | 1 | 9 | 4  | 18 | −14  |                                            |

Actualizado a los partidos jugados el 18 de marzo de 2023.
 Fuente: Liga Premier FMF
Criterios de clasificación: Puntos · Diferencia de goles · Goles a favor · Cociente

#### Evolución de la clasificación
Fecha de actualización: 18 de marzo de 2023 
| Equipo / Jornada    | 01 | 02 | 03 | 04 | 05 | 06 | 07 | 08 | 09 | 10 | 11 |
| ------------------- | -- | -- | -- | -- | -- | -- | -- | -- | -- | -- | -- |
| Chihuahua           | 5  | 2  | 6  | 7  | 5  | 4  | 3  | 3  | 3  | 2  | 1  |
| Tecos               | 7  | 5  | 2  | 1  | 1  | 2  | 1  | 1  | 1  | 3  | 2  |
| Tritones Vallarta   | 1  | 3  | 5  | 4  | 3  | 1  | 2  | 2  | 2  | 1  | 3  |
| Los Cabos United    | 3  | 8  | 4  | 3  | 2  | 3  | 4  | 4  | 5  | 4  | 4  |
| Cimarrones          | 6  | 1  | 1  | 2  | 4  | 5  | 5  | 5  | 6  | 5  | 5  |
| UAZ                 | 2  | 4  | 3  | 5  | 6  | 7  | 7  | 6  | 4  | 6  | 6  |
| Coras               | 10 | 11 | 11 | 8  | 9  | 9  | 9  | 8  | 7  | 7  | 7  |
| Fresnillo           | 4  | 7  | 8  | 9  | 7  | 8  | 8  | 9  | 9  | 9  | 8  |
| Mexicali            | 11 | 6  | 7  | 6  | 8  | 6  | 6  | 7  | 8  | 8  | 9  |
| Halcones de Zapopan | 8  | 9  | 9  | 10 | 10 | 10 | 10 | 10 | 10 | 10 | 10 |
| Leones Negros       | 9  | 10 | 10 | 11 | 11 | 11 | 11 | 11 | 11 | 11 | 11 |

- #: Indica la posición del equipo en su jornada de descanso.
- * Indica la posición del equipo con un partido pendiente.

### Grupo 2
| Pos. | Equipo             | Pts. | PJ | G | E | P | GF | GC | Dif. | Clasificación                              |
| ---- | ------------------ | ---- | -- | - | - | - | -- | -- | ---- | ------------------------------------------ |
| 1    | Tampico Madero (C) | 29   | 10 | 9 | 1 | 0 | 19 | 6  | +13  | Cuartos de final de la liguilla de ascenso |
| 2    | Gavilanes          | 19   | 10 | 6 | 1 | 3 | 22 | 11 | +11  | Cuartos de final de la liguilla de ascenso |
| 3    | Saltillo           | 16   | 10 | 4 | 2 | 4 | 17 | 16 | +1   |                                            |
| 4    | Colima F.C.        | 14   | 10 | 4 | 2 | 4 | 18 | 15 | +3   |                                            |
| 5    | Lobos ULMX         | 14   | 10 | 2 | 7 | 1 | 13 | 12 | +1   | Semifinales de la liguilla de filiales     |
| 6    | La Piedad          | 14   | 10 | 4 | 2 | 4 | 16 | 17 | −1   |                                            |
| 7    | UAT                | 13   | 10 | 3 | 2 | 5 | 18 | 18 | 0    | Semifinales de la liguilla de filiales     |
| 8    | Tulancingo         | 13   | 10 | 3 | 3 | 4 | 12 | 14 | −2   |                                            |
| 9    | Aguacateros CDU    | 13   | 10 | 3 | 4 | 3 | 10 | 17 | −7   |                                            |
| 10   | Inter Querétaro    | 7    | 10 | 1 | 3 | 6 | 11 | 19 | −8   |                                            |
| 11   | Catedráticos Elite | 7    | 10 | 2 | 1 | 7 | 16 | 28 | −12  |                                            |

Actualizado a los partidos jugados el 18 de marzo de 2023.
 Fuente: Liga Premier FMF
Criterios de clasificación: Puntos · Diferencia de goles · Goles a favor · Cociente

#### Evolución de la clasificación
Fecha de actualización: 18 de marzo de 2023 
| Equipo / Jornada   | 01 | 02 | 03  | 04  | 05 | 06 | 07 | 08 | 09 | 10 | 11 |
| ------------------ | -- | -- | --- | --- | -- | -- | -- | -- | -- | -- | -- |
| Tampico Madero     | 2  | 1  | 1   | 1   | 1  | 1  | 1  | 1  | 1  | 1  | 1  |
| Gavilanes          | 8* | 2  | 3   | 3   | 3  | 3  | 3  | 3  | 2  | 2  | 2  |
| Saltillo           | 1  | 3  | 2   | 2   | 2  | 2  | 2  | 2  | 3  | 3  | 3  |
| Colima             | 11 | 4  | 5   | 9   | 9  | 6  | 5  | 4  | 4  | 4  | 4  |
| Lobos ULMX         | 10 | 8  | 8   | 6   | 6  | 4  | 6  | 5  | 5  | 6  | 5  |
| La Piedad          | 4  | 9  | 4   | 8   | 4  | 5  | 4  | 6  | 6  | 9  | 6  |
| UAT                | 3  | 7  | 10  | 7   | 5  | 7  | 7  | 9  | 7  | 5  | 7  |
| Tulancingo         | 5  | 5  | 6   | 4   | 7  | 8  | 8  | 7  | 8  | 7  | 8  |
| Aguacateros CDU    | 6  | 6  | 7*  | 5*  | 8  | 9  | 9  | 8  | 9  | 8  | 9  |
| Inter Querétaro    | 9  | 10 | 9   | 10  | 11 | 11 | 11 | 11 | 11 | 10 | 10 |
| Catedráticos Elite | 7* | 11 | 11* | 11* | 10 | 10 | 10 | 10 | 10 | 11 | 11 |

- #: Indica la posición del equipo en su jornada de descanso.
- * Indica la posición del equipo con un partido pendiente.

### Grupo 3
| Pos. | Equipo                 | Pts. | PJ | G | E | P  | GF | GC | Dif. | Clasificación                              |
| ---- | ---------------------- | ---- | -- | - | - | -- | -- | -- | ---- | ------------------------------------------ |
| 1    | Pachuca "B"            | 24   | 10 | 7 | 0 | 3  | 40 | 7  | +33  | Semifinales de la liguilla de filiales     |
| 2    | Inter Playa            | 23   | 10 | 6 | 3 | 1  | 21 | 7  | +14  | Cuartos de final de la liguilla de ascenso |
| 3    | Cafetaleros de Chiapas | 22   | 10 | 7 | 1 | 2  | 19 | 12 | +7   | Cuartos de final de la liguilla de ascenso |
| 4    | Deportivo Dongu        | 21   | 10 | 6 | 1 | 3  | 33 | 10 | +23  | Cuartos de final de la liguilla de ascenso |
| 5    | Montañeses             | 20   | 10 | 6 | 1 | 3  | 21 | 11 | +10  |                                            |
| 6    | Deportiva Venados      | 18   | 10 | 5 | 1 | 4  | 25 | 12 | +13  |                                            |
| 7    | Escorpiones            | 15   | 10 | 4 | 2 | 4  | 11 | 11 | 0    |                                            |
| 8    | Sporting Canamy        | 12   | 10 | 3 | 2 | 5  | 22 | 20 | +2   |                                            |
| 9    | Yalmakan               | 10   | 10 | 3 | 1 | 6  | 14 | 18 | −4   |                                            |
| 10   | Leviatán               | 7    | 10 | 2 | 0 | 8  | 8  | 39 | −31  |                                            |
| 11   | Real de Arteaga        | 0    | 10 | 0 | 0 | 10 | 1  | 67 | −66  |                                            |

Actualizado a los partidos jugados el 18 de marzo de 2023.
 Fuente: Liga Premier FMF
Criterios de clasificación: Puntos · Diferencia de goles · Goles a favor · Cociente

#### Evolución de la clasificación
Fecha de actualización: 18 de marzo de 2023 
| Equipo / Jornada  | 01 | 02 | 03  | 04  | 05  | 06  | 07  | 08 | 09 | 10 | 11 |
| ----------------- | -- | -- | --- | --- | --- | --- | --- | -- | -- | -- | -- |
| Pachuca "B"       | 1  | 4  | 2   | 1   | 1   | 1   | 1   | 1  | 1  | 2  | 1  |
| Inter Playa       | 2  | 1  | 1   | 2   | 5   | 2   | 3   | 3  | 3  | 1  | 2  |
| Cafetaleros       | 11 | 5  | 4   | 3   | 2   | 3   | 2   | 2  | 2  | 4  | 3  |
| Dongu             | 10 | 6  | 9   | 9   | 7   | 6   | 4   | 4  | 6  | 5  | 4  |
| Montañeses        | 6  | 8  | 5   | 4   | 3   | 4   | 6   | 5  | 4  | 3  | 5  |
| Deportiva Venados | 9  | 10 | 7   | 7   | 8   | 7   | 5   | 7  | 5  | 6  | 6  |
| Escorpiones       | 4* | 2  | 3   | 6   | 4   | 5   | 7   | 8  | 8  | 7  | 7  |
| Sporting Canamy   | 8* | 7* | 8*  | 8*  | 9*  | 9*  | 8*  | 6  | 7  | 8  | 8  |
| Yalmakan          | 3  | 3  | 6   | 5   | 6   | 8   | 9   | 9  | 9  | 9  | 9  |
| Leviatán          | 5* | 9* | 10* | 10* | 10* | 10* | 10* | 10 | 10 | 10 | 10 |
| Real de Arteaga   | 7* | 11 | 11  | 11  | 11  | 11  | 11  | 11 | 11 | 11 | 11 |

- #: Indica la posición del equipo en su jornada de descanso.
- * Indica la posición del equipo con un partido pendiente.

## Liguilla

### Liguilla de Ascenso
|  | Cuartos de final                                                         | Cuartos de final                                                         | Cuartos de final                                                         | Cuartos de final                                                         | Cuartos de final                                                         |   |       | Semifinales                                                    | Semifinales                                                    | Semifinales                                                    | Semifinales                                                    | Semifinales                                                    |  |   | Final                                                  | Final                                                  | Final                                                  | Final                                                  | Final                                                  |  |
|  | 24 y 25 de marzo de 2023 (ida) 31 de marzo y 1 de abril de 2023 (vuelta) | 24 y 25 de marzo de 2023 (ida) 31 de marzo y 1 de abril de 2023 (vuelta) | 24 y 25 de marzo de 2023 (ida) 31 de marzo y 1 de abril de 2023 (vuelta) | 24 y 25 de marzo de 2023 (ida) 31 de marzo y 1 de abril de 2023 (vuelta) | 24 y 25 de marzo de 2023 (ida) 31 de marzo y 1 de abril de 2023 (vuelta) |   |       | 7 y 9 de abril de 2023 (ida) 14 y 15 de abril de 2023 (vuelta) | 7 y 9 de abril de 2023 (ida) 14 y 15 de abril de 2023 (vuelta) | 7 y 9 de abril de 2023 (ida) 14 y 15 de abril de 2023 (vuelta) | 7 y 9 de abril de 2023 (ida) 14 y 15 de abril de 2023 (vuelta) | 7 y 9 de abril de 2023 (ida) 14 y 15 de abril de 2023 (vuelta) |  |   | 21 de abril de 2023 (ida) 29 de abril de 2023 (vuelta) | 21 de abril de 2023 (ida) 29 de abril de 2023 (vuelta) | 21 de abril de 2023 (ida) 29 de abril de 2023 (vuelta) | 21 de abril de 2023 (ida) 29 de abril de 2023 (vuelta) | 21 de abril de 2023 (ida) 29 de abril de 2023 (vuelta) |  |
|  |                                                                          |                                                                          |                                                                          |                                                                          |                                                                          |   |       |                                                                |                                                                |                                                                |                                                                |                                                                |  |   |                                                        |                                                        |                                                        |                                                        |                                                        |  |
|  |                                                                          |                                                                          |                                                                          |                                                                          |                                                                          |   |       |                                                                |                                                                |                                                                |                                                                |                                                                |  |   |                                                        |                                                        |                                                        |                                                        |                                                        |  |
|  | 1                                                                        | Tampico Madero (*)                                                       | 0                                                                        | 1                                                                        | 1                                                                        |   |       |                                                                |                                                                |                                                                |                                                                |                                                                |  |   |                                                        |                                                        |                                                        |                                                        |                                                        |  |
|  | 1                                                                        | Tampico Madero (*)                                                       | 0                                                                        | 1                                                                        | 1                                                                        |   |       |                                                                |                                                                |                                                                |                                                                |                                                                |  |   |                                                        |                                                        |                                                        |                                                        |                                                        |  |
|  | 10                                                                       | Gavilanes                                                                | 0                                                                        | 1                                                                        | 1                                                                        |   |       |                                                                |                                                                |                                                                |                                                                |                                                                |  |   |                                                        |                                                        |                                                        |                                                        |                                                        |  |
|  | 10                                                                       | Gavilanes                                                                | 0                                                                        | 1                                                                        | 1                                                                        |   | 1     | Tampico Madero                                                 | 0                                                              | 2                                                              | 2                                                              |                                                                |  |   |                                                        |                                                        |                                                        |                                                        |                                                        |  |
|  |                                                                          |                                                                          |                                                                          |                                                                          |                                                                          |   | 1     | Tampico Madero                                                 | 0                                                              | 2                                                              | 2                                                              |                                                                |  |   |                                                        |                                                        |                                                        |                                                        |                                                        |  |
|  |                                                                          |                                                                          | 7                                                                        | Cafetaleros de Chiapas                                                   | 1                                                                        | 0 | 1     |                                                                |                                                                |                                                                |                                                                |                                                                |  |   |                                                        |                                                        |                                                        |                                                        |                                                        |  |
|  | 3                                                                        | Tecos                                                                    | 7                                                                        | Cafetaleros de Chiapas                                                   | 1                                                                        | 0 | 1     | 0                                                              | 1                                                              | 1                                                              |                                                                |                                                                |  |   |                                                        |                                                        |                                                        |                                                        |                                                        |  |
|  | 3                                                                        | Tecos                                                                    |                                                                          |                                                                          |                                                                          |   |       |                                                                |                                                                | 1                                                              |                                                                |                                                                |  |   |                                                        |                                                        |                                                        |                                                        |                                                        |  |
|  | 7                                                                        | Cafetaleros de Chiapas                                                   | 1                                                                        | 1                                                                        | 2                                                                        |   |       |                                                                |                                                                |                                                                |                                                                |                                                                |  |   |                                                        |                                                        |                                                        |                                                        |                                                        |  |
|  | 7                                                                        | Cafetaleros de Chiapas                                                   | 1                                                                        | 1                                                                        | 2                                                                        |   |       |                                                                |                                                                |                                                                |                                                                |                                                                |  | 1 | Tampico Madero (p.)                                    | 2                                                      | 2                                                      | 4 (4)                                                  |                                                        |  |
|  |                                                                          |                                                                          |                                                                          |                                                                          |                                                                          |   |       |                                                                |                                                                |                                                                |                                                                |                                                                |  | 1 | Tampico Madero (p.)                                    | 2                                                      | 2                                                      | 4 (4)                                                  |                                                        |  |
|  |                                                                          |                                                                          | 6                                                                        | Inter Playa                                                              | 2                                                                        | 2 | 4 (2) |                                                                |                                                                |                                                                |                                                                |                                                                |  |   |                                                        |                                                        |                                                        |                                                        |                                                        |  |
|  | 2                                                                        | Chihuahua F.C.                                                           | 6                                                                        | Inter Playa                                                              | 2                                                                        | 2 | 4 (2) | 1                                                              | 2                                                              | 3                                                              |                                                                |                                                                |  |   |                                                        |                                                        |                                                        |                                                        |                                                        |  |
|  | 2                                                                        | Chihuahua F.C.                                                           |                                                                          |                                                                          |                                                                          |   |       |                                                                |                                                                | 3                                                              |                                                                |                                                                |  |   |                                                        |                                                        |                                                        |                                                        |                                                        |  |
|  | 8                                                                        | Deportivo Dongu                                                          | 0                                                                        | 1                                                                        | 1                                                                        |   |       |                                                                |                                                                |                                                                |                                                                |                                                                |  |   |                                                        |                                                        |                                                        |                                                        |                                                        |  |
|  | 8                                                                        | Deportivo Dongu                                                          | 0                                                                        | 1                                                                        | 1                                                                        |   | 2     | Chihuahua F.C.                                                 | 1                                                              | 0                                                              | 1                                                              |                                                                |  |   |                                                        |                                                        |                                                        |                                                        |                                                        |  |
|  |                                                                          |                                                                          |                                                                          |                                                                          |                                                                          |   | 2     | Chihuahua F.C.                                                 | 1                                                              | 0                                                              | 1                                                              |                                                                |  |   |                                                        |                                                        |                                                        |                                                        |                                                        |  |
|  |                                                                          |                                                                          | 6                                                                        | Inter Playa                                                              | 1                                                                        | 2 | 3     |                                                                |                                                                |                                                                |                                                                |                                                                |  |   |                                                        |                                                        |                                                        |                                                        |                                                        |  |
|  | 5                                                                        | Tritones Vallarta                                                        | 6                                                                        | Inter Playa                                                              | 1                                                                        | 2 | 3     | 0                                                              | 1                                                              | 1                                                              |                                                                |                                                                |  |   |                                                        |                                                        |                                                        |                                                        |                                                        |  |
|  | 5                                                                        | Tritones Vallarta                                                        |                                                                          |                                                                          |                                                                          |   |       |                                                                |                                                                | 1                                                              |                                                                |                                                                |  |   |                                                        |                                                        |                                                        |                                                        |                                                        |  |
|  | 6                                                                        | Inter Playa                                                              | 1                                                                        | 1                                                                        | 2                                                                        |   |       |                                                                |                                                                |                                                                |                                                                |                                                                |  |   |                                                        |                                                        |                                                        |                                                        |                                                        |  |
|  | 6                                                                        | Inter Playa                                                              | 1                                                                        | 1                                                                        | 2                                                                        |   |       |                                                                |                                                                |                                                                |                                                                |                                                                |  |   |                                                        |                                                        |                                                        |                                                        |                                                        |  |
|  |                                                                          |                                                                          |                                                                          |                                                                          |                                                                          |   |       |                                                                |                                                                |                                                                |                                                                |                                                                |  |   |                                                        |                                                        |                                                        |                                                        |                                                        |  |

(*) El equipo avanzó de ronda por su posición en la tabla

#### Cuartos de final
| 25 de marzo de 2023 | Gavilanes | 0:0     | Tampico Madero | Estadio El Hogar, Matamoros, Tamaulipas                                  |                                                                          |
| 17:00 (UTC -5)      |           | Reporte |                | Asistencia: 7 500 espectadores Árbitro(s): Diego Gilberto Gurrea Mendoza | Asistencia: 7 500 espectadores Árbitro(s): Diego Gilberto Gurrea Mendoza |

| 1 de abril de 2023                                           | Tampico Madero | 1:1 (1:0) (Global 1:1) | Gavilanes        | Estadio Tamaulipas, Tampico Madero, Tamaulipas                                |                                                                               |
| 20:00 (UTC -6)                                               | L. Aquino 37'  | Reporte                | F. Castañeda 88' | Asistencia: 10 000 espectadores Árbitro(s): Enrique Augusto Ramírez Gutiérrez | Asistencia: 10 000 espectadores Árbitro(s): Enrique Augusto Ramírez Gutiérrez |
| Tampico Madero avanzó a semifinales por posición en la tabla |                |                        |                  |                                                                               |                                                                               |

| 25 de marzo de 2023 | Deportivo Dongu | 0:1 (0:1) | Chihuahua F.C. | Estadio Los Pinos, Cuautitlán, Estado de México             |                                                             |
| 16:00 (UTC -6)      |                 | Reporte   | D. Gama 26'    | Asistencia: 150 espectadores Árbitro(s): Yair Ugalde Rivera | Asistencia: 150 espectadores Árbitro(s): Yair Ugalde Rivera |

| 31 de marzo de 2023                 | Chihuahua F.C.               | 2:1 (1:0) (Global 3:1) | Deportivo Dongu | Estadio Olímpico UACH, Chihuahua, Chihuahua                                 |                                                                             |
| 20:00 (UTC -6)                      | J. Coronel 28' · D. Gama 55' | Reporte                | M. Vázquez 54'  | Asistencia: 7 000 espectadores Árbitro(s): Alan Cristóbal Rodríguez Cancino | Asistencia: 7 000 espectadores Árbitro(s): Alan Cristóbal Rodríguez Cancino |
| Chihuahua F.C. avanzó a Semifinales |                              |                        |                 |                                                                             |                                                                             |

| 25 de marzo de 2023 | Cafetaleros de Chiapas | 1:0 (1:0) | Tecos | Estadio Víctor Manuel Reyna, Tuxtla Gutiérrez, Chiapas                        |                                                                               |
| 16:15 (UTC -6)      | E. García 9'           | Reporte   |       | Asistencia: 1 380 espectadores Árbitro(s): Jonathan Arturo Betancourt Galindo | Asistencia: 1 380 espectadores Árbitro(s): Jonathan Arturo Betancourt Galindo |

| 31 de marzo de 2023                         | Tecos           | 1:1 (1:0) (Global 1:2) | Cafetaleros de Chiapas | Estadio Tres de Marzo, Zapopan, Jalisco                            |                                                                    |
| 19:00 (UTC -6)                              | G. Rodríguez 3' | Reporte                | F. Patjane 90+4'       | Asistencia: 1 000 espectadores Árbitro(s): Julio César Gil Jiménez | Asistencia: 1 000 espectadores Árbitro(s): Julio César Gil Jiménez |
| Cafetaleros de Chiapas avanzó a Semifinales |                 |                        |                        |                                                                    |                                                                    |

| 24 de marzo de 2023 | Inter Playa | 1:0 (1:0) | Tritones Vallarta | Estadio Mario Villanueva Madrid, Playa del Carmen, Quintana Roo        |                                                                        |
| 18:00 (UTC -5)      | J. Cruz 36' | Reporte   |                   | Asistencia: 3 000 espectadores Árbitro(s): Alan Vladimir Robles Bernal | Asistencia: 3 000 espectadores Árbitro(s): Alan Vladimir Robles Bernal |

| 1 de abril de 2023               | Tritones Vallarta | 1:1 (1:0) (Global 1:2) | Inter Playa | Ciudad Deportiva San José del Valle, San José del Valle, Nayarit        |                                                                         |
| 16:00 (UTC -6)                   | J. Barajas 45+2'  | Reporte                | J. Cruz 80' | Asistencia: 500 espectadores Árbitro(s): Mauricio Eleazar López Sánchez | Asistencia: 500 espectadores Árbitro(s): Mauricio Eleazar López Sánchez |
| Ínter Playa avanzó a semifinales |                   |                        |             |                                                                         |                                                                         |

#### Semifinales
| 9 de abril de 2023 | Cafetaleros de Chiapas | 1:0 (0:0) | Tampico Madero | Estadio Víctor Manuel Reyna, Tuxtla Gutiérrez, Chiapas                        |                                                                               |
| 18:00 (UTC -6)     | E. Jiménez 57'         | Reporte   |                | Asistencia: 6 107 espectadores Árbitro(s): Rosario Guadalupe Cárdenas Morales | Asistencia: 6 107 espectadores Árbitro(s): Rosario Guadalupe Cárdenas Morales |

| 15 de abril de 2023              | Tampico Madero                 | 2:0 (0:0) (Global 2:1) | Cafetaleros de Chiapas | Estadio Tamaulipas, Tampico Madero, Tamaulipas |                                            |
| 20:00 (UTC -6)                   | J. Vázquez 78' · A. García 84' | Reporte                |                        | Árbitro(s): Mauricio Eleazar López Sánchez     | Árbitro(s): Mauricio Eleazar López Sánchez |
| Tampico Madero avanzó a la final |                                |                        |                        |                                                |                                            |

| 7 de abril de 2023 | Inter Playa   | 1:1 (1:1) | Chihuahua F.C. | Estadio Mario Villanueva Madrid, Playa del Carmen, Quintana Roo          |                                                                          |
| 18:00 (UTC -5)     | J. Celada 24' | Reporte   | C. Ruiz 45+1'  | Asistencia: 2 100 espectadores Árbitro(s): Diego Gilberto Gurrea Mendoza | Asistencia: 2 100 espectadores Árbitro(s): Diego Gilberto Gurrea Mendoza |

| 14 de abril de 2023           | Chihuahua F.C. | 0:2 (0:1) (Global 1:3) | Inter Playa                      | Estadio Olímpico UACH, Chihuahua, Chihuahua                                  |                                                                              |
| 20:00 (UTC -6)                |                | Reporte                | D. Jiménez 45+1' · J. Celada 59' | Asistencia: 9 800 espectadores Árbitro(s): Enrique Augusto Ramírez Gutiérrez | Asistencia: 9 800 espectadores Árbitro(s): Enrique Augusto Ramírez Gutiérrez |
| Inter Playa avanzó a la final |                |                        |                                  |                                                                              |                                                                              |

#### Final
| 21 de abril de 2023 | Inter Playa                    | 2:2 (0:2) | Tampico Madero                   | Estadio Mario Villanueva Madrid, Playa del Carmen, Quintana Roo               |                                                                               |
| 18:00 (UTC -5)      | D. Valanta 53' · P. Guzmán 65' | Reporte   | R. Domínguez 17' · L. Aquino 36' | Asistencia: 7 000 espectadores Árbitro(s): Rosario Guadalupe Cárdenas Morales | Asistencia: 7 000 espectadores Árbitro(s): Rosario Guadalupe Cárdenas Morales |

| 29 de abril de 2023                             | Tampico Madero                                               | 2:2 (1:1, 0:0) (t. s.)(4:2 p.)(Global 4:4) | Inter Playa                                      | Estadio Tamaulipas, Tampico Madero, Tamaulipas                        |                                                                       |
| 20:00 (UTC -6)                                  | A. Vázquez 1' · A. Ramos 56'                                 | Reporte                                    | A. González 3' · D. Jiménez 83'                  | Asistencia: 20 000 espectadores Árbitro(s): Enrique Ramírez Gutiérrez | Asistencia: 20 000 espectadores Árbitro(s): Enrique Ramírez Gutiérrez |
|                                                 |                                                              | Tiros desde el punto penal                 |                                                  |                                                                       |                                                                       |
|                                                 | E. Rivera · F. Martínez · L. Castillo · D. Oteo · A. Vázquez |                                            | J. Sánchez · G. Hernández · F. Cruz · T. Montano |                                                                       |                                                                       |
| Tampico Madero campeón del Torneo Clausura 2023 |                                                              |                                            |                                                  |                                                                       |                                                                       |

##### Final - Ida
| 30    | POR   | Héctor Lomelí      |     |
| 2     | DEF   | Gerardo Hernández  |     |
| 4     | DEF   | Gabriel González   |     |
| 29    | DEF   | Pablo Guzmán       |     |
| 10    | MED   | Daniel Jiménez     | 87' |
| 16    | MED   | Tomás Montano      | 45' |
| 21    | MED   | Fernando Cruz      |     |
| 25    | MED   | Aldhair Molina     | 87' |
| 26    | MED   | Sergio Rodríguez   |     |
| 8     | DEL   | Diego Valanta      | 87' |
| 9     | DEL   | Jorge Celada       | 89' |
| D. T. | D. T. | Carlos Bracamontes |     |

| 18    | POR   | Marco Millán    |     |
| 3     | DEF   | Emmanuel Rivera |     |
| 4     | DEF   | Anwar Hernández |     |
| 21    | DEF   | David Oteo      |     |
| 7     | MED   | José Vázquez    |     |
| 6     | MED   | Jesús Moreno    | 41' |
| 8     | MED   | Benjamín Muñoz  | 71' |
| 16    | MED   | Rubén Domínguez |     |
| 33    | MED   | Abel Ramos      | 54' |
| 27    | DEL   | Luis Aquino     | 54' |
| 9     | DEL   | Abraham Vázquez |     |
| D. T. | D. T. | Gastón Obledo   |     |

| 7  | Centrocampista | Alberto González | 45' |
| 17 | Centrocampista | Raúl Márquez     | 87' |
| 22 | Delantero      | Lucio Carmona    | 87' |
| 15 | Defensa        | Eddie Pérez      | 87' |
| 28 | Delantero      | Julio Rangel     | 89' |

| 13 | Centrocampista | Luis Castillo   | 41' |
| 11 | Delantero      | Axel García     | 54' |
| 20 | Delantero      | Esteban Torres  | 54' |
| 24 | Defensa        | Jesús Hernández | 71' |

| 53' · 65' | Diego Valanta Pablo Guzmán | 1:2 2:2 |

| 17' · 36' | Rubén Domínguez Luis Aquino | 0:1 0:2 |

| 25' · 54' · 68' · 94' | Juan Vázquez Diego Valanta Aldhair Molina Sergio Rodríguez |

| 38' | Abel Ramos |

| 75' | Marco Millán |

| Principal  | Rosario Guadalupe Cárdenas Morales |
| Asistentes | Erik Morales Hernández             |
|            | Alexis Zapata Hernández            |
| Cuarto     | Adrián Jhonatan Del Ángel Olán     |

|                    |     |     |
| Tiros a puerta     | 3   | 4   |
| Faltas             | 8   | 9   |
| Saques de esquina  | 3   | 4   |
| Posesión del balón | 45% | 55% |

| Alineación inicial |

| 30    | POR   | Héctor Lomelí      |     |
| 2     | DEF   | Gerardo Hernández  |     |
| 4     | DEF   | Gabriel González   |     |
| 29    | DEF   | Pablo Guzmán       |     |
| 10    | MED   | Daniel Jiménez     | 87' |
| 16    | MED   | Tomás Montano      | 45' |
| 21    | MED   | Fernando Cruz      |     |
| 25    | MED   | Aldhair Molina     | 87' |
| 26    | MED   | Sergio Rodríguez   |     |
| 8     | DEL   | Diego Valanta      | 87' |
| 9     | DEL   | Jorge Celada       | 89' |
| D. T. | D. T. | Carlos Bracamontes |     |

| 18    | POR   | Marco Millán    |     |
| 3     | DEF   | Emmanuel Rivera |     |
| 4     | DEF   | Anwar Hernández |     |
| 21    | DEF   | David Oteo      |     |
| 7     | MED   | José Vázquez    |     |
| 6     | MED   | Jesús Moreno    | 41' |
| 8     | MED   | Benjamín Muñoz  | 71' |
| 16    | MED   | Rubén Domínguez |     |
| 33    | MED   | Abel Ramos      | 54' |
| 27    | DEL   | Luis Aquino     | 54' |
| 9     | DEL   | Abraham Vázquez |     |
| D. T. | D. T. | Gastón Obledo   |     |

| 7  | Centrocampista | Alberto González | 45' |
| 17 | Centrocampista | Raúl Márquez     | 87' |
| 22 | Delantero      | Lucio Carmona    | 87' |
| 15 | Defensa        | Eddie Pérez      | 87' |
| 28 | Delantero      | Julio Rangel     | 89' |

| 13 | Centrocampista | Luis Castillo   | 41' |
| 11 | Delantero      | Axel García     | 54' |
| 20 | Delantero      | Esteban Torres  | 54' |
| 24 | Defensa        | Jesús Hernández | 71' |

| 53' · 65' | Diego Valanta Pablo Guzmán | 1:2 2:2 |

| 17' · 36' | Rubén Domínguez Luis Aquino | 0:1 0:2 |

| 25' · 54' · 68' · 94' | Juan Vázquez Diego Valanta Aldhair Molina Sergio Rodríguez |

| 38' | Abel Ramos |

| 75' | Marco Millán |

| Principal  | Rosario Guadalupe Cárdenas Morales |
| Asistentes | Erik Morales Hernández             |
|            | Alexis Zapata Hernández            |
| Cuarto     | Adrián Jhonatan Del Ángel Olán     |

|                    |     |     |
| Tiros a puerta     | 3   | 4   |
| Faltas             | 8   | 9   |
| Saques de esquina  | 3   | 4   |
| Posesión del balón | 45% | 55% |

| Alineación inicial |

| 30    | POR   | Héctor Lomelí      |     |
| 2     | DEF   | Gerardo Hernández  |     |
| 4     | DEF   | Gabriel González   |     |
| 29    | DEF   | Pablo Guzmán       |     |
| 10    | MED   | Daniel Jiménez     | 87' |
| 16    | MED   | Tomás Montano      | 45' |
| 21    | MED   | Fernando Cruz      |     |
| 25    | MED   | Aldhair Molina     | 87' |
| 26    | MED   | Sergio Rodríguez   |     |
| 8     | DEL   | Diego Valanta      | 87' |
| 9     | DEL   | Jorge Celada       | 89' |
| D. T. | D. T. | Carlos Bracamontes |     |

| 18    | POR   | Marco Millán    |     |
| 3     | DEF   | Emmanuel Rivera |     |
| 4     | DEF   | Anwar Hernández |     |
| 21    | DEF   | David Oteo      |     |
| 7     | MED   | José Vázquez    |     |
| 6     | MED   | Jesús Moreno    | 41' |
| 8     | MED   | Benjamín Muñoz  | 71' |
| 16    | MED   | Rubén Domínguez |     |
| 33    | MED   | Abel Ramos      | 54' |
| 27    | DEL   | Luis Aquino     | 54' |
| 9     | DEL   | Abraham Vázquez |     |
| D. T. | D. T. | Gastón Obledo   |     |

| 7  | Centrocampista | Alberto González | 45' |
| 17 | Centrocampista | Raúl Márquez     | 87' |
| 22 | Delantero      | Lucio Carmona    | 87' |
| 15 | Defensa        | Eddie Pérez      | 87' |
| 28 | Delantero      | Julio Rangel     | 89' |

| 13 | Centrocampista | Luis Castillo   | 41' |
| 11 | Delantero      | Axel García     | 54' |
| 20 | Delantero      | Esteban Torres  | 54' |
| 24 | Defensa        | Jesús Hernández | 71' |

| 53' · 65' | Diego Valanta Pablo Guzmán | 1:2 2:2 |

| 17' · 36' | Rubén Domínguez Luis Aquino | 0:1 0:2 |

| 25' · 54' · 68' · 94' | Juan Vázquez Diego Valanta Aldhair Molina Sergio Rodríguez |

| 38' | Abel Ramos |

| 75' | Marco Millán |

| Principal  | Rosario Guadalupe Cárdenas Morales |
| Asistentes | Erik Morales Hernández             |
|            | Alexis Zapata Hernández            |
| Cuarto     | Adrián Jhonatan Del Ángel Olán     |

|                    |     |     |
| Tiros a puerta     | 3   | 4   |
| Faltas             | 8   | 9   |
| Saques de esquina  | 3   | 4   |
| Posesión del balón | 45% | 55% |

| Alineación inicial |

| 30    | POR   | Héctor Lomelí      |     |
| 2     | DEF   | Gerardo Hernández  |     |
| 4     | DEF   | Gabriel González   |     |
| 29    | DEF   | Pablo Guzmán       |     |
| 10    | MED   | Daniel Jiménez     | 87' |
| 16    | MED   | Tomás Montano      | 45' |
| 21    | MED   | Fernando Cruz      |     |
| 25    | MED   | Aldhair Molina     | 87' |
| 26    | MED   | Sergio Rodríguez   |     |
| 8     | DEL   | Diego Valanta      | 87' |
| 9     | DEL   | Jorge Celada       | 89' |
| D. T. | D. T. | Carlos Bracamontes |     |

| 18    | POR   | Marco Millán    |     |
| 3     | DEF   | Emmanuel Rivera |     |
| 4     | DEF   | Anwar Hernández |     |
| 21    | DEF   | David Oteo      |     |
| 7     | MED   | José Vázquez    |     |
| 6     | MED   | Jesús Moreno    | 41' |
| 8     | MED   | Benjamín Muñoz  | 71' |
| 16    | MED   | Rubén Domínguez |     |
| 33    | MED   | Abel Ramos      | 54' |
| 27    | DEL   | Luis Aquino     | 54' |
| 9     | DEL   | Abraham Vázquez |     |
| D. T. | D. T. | Gastón Obledo   |     |

| 7  | Centrocampista | Alberto González | 45' |
| 17 | Centrocampista | Raúl Márquez     | 87' |
| 22 | Delantero      | Lucio Carmona    | 87' |
| 15 | Defensa        | Eddie Pérez      | 87' |
| 28 | Delantero      | Julio Rangel     | 89' |

| 13 | Centrocampista | Luis Castillo   | 41' |
| 11 | Delantero      | Axel García     | 54' |
| 20 | Delantero      | Esteban Torres  | 54' |
| 24 | Defensa        | Jesús Hernández | 71' |

| 53' · 65' | Diego Valanta Pablo Guzmán | 1:2 2:2 |

| 17' · 36' | Rubén Domínguez Luis Aquino | 0:1 0:2 |

| 25' · 54' · 68' · 94' | Juan Vázquez Diego Valanta Aldhair Molina Sergio Rodríguez |

| 38' | Abel Ramos |

| 75' | Marco Millán |

| Principal  | Rosario Guadalupe Cárdenas Morales |
| Asistentes | Erik Morales Hernández             |
|            | Alexis Zapata Hernández            |
| Cuarto     | Adrián Jhonatan Del Ángel Olán     |

|                    |     |     |
| Tiros a puerta     | 3   | 4   |
| Faltas             | 8   | 9   |
| Saques de esquina  | 3   | 4   |
| Posesión del balón | 45% | 55% |

| Alineación inicial |

##### Final - Vuelta
| 12    | POR   | Alan Flores     |     |
| 3     | DEF   | Emmanuel Rivera |     |
| 32    | DEF   | Josué Hernández |     |
| 21    | DEF   | David Oteo      |     |
| 7     | MED   | José Vázquez    |     |
| 6     | MED   | Jesús Moreno    | 88' |
| 8     | MED   | Benjamín Muñoz  | 88' |
| 16    | MED   | Rubén Domínguez | 89' |
| 33    | MED   | José Ramos      | 57' |
| 10    | DEL   | Alan Ramos      | 57' |
| 9     | DEL   | Abraham Vázquez |     |
| D. T. | D. T. | Gastón Obledo   |     |

| 30    | POR   | Héctor Lomelí      |     |
| 2     | DEF   | Gerardo Hernández  |     |
| 4     | DEF   | Gabriel González   |     |
| 29    | DEF   | Pablo Guzmán       |     |
| 7     | MED   | Alberto González   | 64' |
| 10    | MED   | Daniel Jiménez     | 89' |
| 21    | MED   | Fernando Cruz      |     |
| 25    | MED   | Aldahir Molina     |     |
| 26    | MED   | Sergio Rodríguez   |     |
| 8     | DEL   | Diego Valanta      | 64' |
| 9     | DEL   | Jorge Celada       | 26' |
| D. T. | D. T. | Carlos Bracamontes |     |

| 20 | Delantero      | Esteban Torres     | 57' |
| 26 | Delantero      | Axel García        | 57' |
| 19 | Centrocampista | Francisco Martínez | 88' |
| 13 | Centrocampista | Luis Castillo      | 88' |
| 24 | Defensa        | Jesús Hernández    | 89' |

| 15 | Defensa        | Eddie Pérez   | 26' |
| 17 | Centrocampista | Raúl Márquez  | 64' |
| 16 | Centrocampista | Tomás Montano | 64' |
| 5  | Defensa        | Jorge Sánchez | 89' |

| 1' · 56' | Abraham Vázquez Alan Ramos | 1:0 2:1 |

| 3' · 83' | Alberto González Daniel Jiménez | 1:1 2:2 |

| Fallo de penal · Acierto de penal · Acierto de penal · Acierto de penal · Acierto de penal | Emmanuel Rivera Francisco Martínez Luis Castillo David Oteo Abraham Vázquez | 0:0 1:1 2:1 3:2 4:2 |

| Acierto de penal · Fallo de penal · Acierto de penal · Fallo de penal | Jorge Sánchez Gerardo Hernández Fernando Cruz Tomás Montano | 0:1 1:1 2:2 3:2 |

| 22' · 56' · 108' | Benjamín Muñoz Alan Ramos Francisco Martínez |

| 22' · 93' · 97' · 102' · 108' · 111' | Jorge Celada Daniel Jiménez Jorge Sánchez Tomás Montano Gabriel González Raúl Márquez |

| 16' | Aldahir Molina |

| Principal  | Enrique Ramírez Gutiérrez |
| Asistentes | Raúl Picazo Spínola       |
|            | José Jaramilla Gutiérrez  |
| Cuarto     | Héctor Morales Leal       |

|                    |     |     |
| Tiros              | 11  | 6   |
| Saques de esquina  | 9   | 6   |
| Penaltis           | 0   | 1   |
| Posesión del balón | 56% | 44% |

| Alineación inicial |

| 12    | POR   | Alan Flores     |     |
| 3     | DEF   | Emmanuel Rivera |     |
| 32    | DEF   | Josué Hernández |     |
| 21    | DEF   | David Oteo      |     |
| 7     | MED   | José Vázquez    |     |
| 6     | MED   | Jesús Moreno    | 88' |
| 8     | MED   | Benjamín Muñoz  | 88' |
| 16    | MED   | Rubén Domínguez | 89' |
| 33    | MED   | José Ramos      | 57' |
| 10    | DEL   | Alan Ramos      | 57' |
| 9     | DEL   | Abraham Vázquez |     |
| D. T. | D. T. | Gastón Obledo   |     |

| 30    | POR   | Héctor Lomelí      |     |
| 2     | DEF   | Gerardo Hernández  |     |
| 4     | DEF   | Gabriel González   |     |
| 29    | DEF   | Pablo Guzmán       |     |
| 7     | MED   | Alberto González   | 64' |
| 10    | MED   | Daniel Jiménez     | 89' |
| 21    | MED   | Fernando Cruz      |     |
| 25    | MED   | Aldahir Molina     |     |
| 26    | MED   | Sergio Rodríguez   |     |
| 8     | DEL   | Diego Valanta      | 64' |
| 9     | DEL   | Jorge Celada       | 26' |
| D. T. | D. T. | Carlos Bracamontes |     |

| 20 | Delantero      | Esteban Torres     | 57' |
| 26 | Delantero      | Axel García        | 57' |
| 19 | Centrocampista | Francisco Martínez | 88' |
| 13 | Centrocampista | Luis Castillo      | 88' |
| 24 | Defensa        | Jesús Hernández    | 89' |

| 15 | Defensa        | Eddie Pérez   | 26' |
| 17 | Centrocampista | Raúl Márquez  | 64' |
| 16 | Centrocampista | Tomás Montano | 64' |
| 5  | Defensa        | Jorge Sánchez | 89' |

| 1' · 56' | Abraham Vázquez Alan Ramos | 1:0 2:1 |

| 3' · 83' | Alberto González Daniel Jiménez | 1:1 2:2 |

| Fallo de penal · Acierto de penal · Acierto de penal · Acierto de penal · Acierto de penal | Emmanuel Rivera Francisco Martínez Luis Castillo David Oteo Abraham Vázquez | 0:0 1:1 2:1 3:2 4:2 |

| Acierto de penal · Fallo de penal · Acierto de penal · Fallo de penal | Jorge Sánchez Gerardo Hernández Fernando Cruz Tomás Montano | 0:1 1:1 2:2 3:2 |

| 22' · 56' · 108' | Benjamín Muñoz Alan Ramos Francisco Martínez |

| 22' · 93' · 97' · 102' · 108' · 111' | Jorge Celada Daniel Jiménez Jorge Sánchez Tomás Montano Gabriel González Raúl Márquez |

| 16' | Aldahir Molina |

| Principal  | Enrique Ramírez Gutiérrez |
| Asistentes | Raúl Picazo Spínola       |
|            | José Jaramilla Gutiérrez  |
| Cuarto     | Héctor Morales Leal       |

|                    |     |     |
| Tiros              | 11  | 6   |
| Saques de esquina  | 9   | 6   |
| Penaltis           | 0   | 1   |
| Posesión del balón | 56% | 44% |

| Alineación inicial |

| 12    | POR   | Alan Flores     |     |
| 3     | DEF   | Emmanuel Rivera |     |
| 32    | DEF   | Josué Hernández |     |
| 21    | DEF   | David Oteo      |     |
| 7     | MED   | José Vázquez    |     |
| 6     | MED   | Jesús Moreno    | 88' |
| 8     | MED   | Benjamín Muñoz  | 88' |
| 16    | MED   | Rubén Domínguez | 89' |
| 33    | MED   | José Ramos      | 57' |
| 10    | DEL   | Alan Ramos      | 57' |
| 9     | DEL   | Abraham Vázquez |     |
| D. T. | D. T. | Gastón Obledo   |     |

| 30    | POR   | Héctor Lomelí      |     |
| 2     | DEF   | Gerardo Hernández  |     |
| 4     | DEF   | Gabriel González   |     |
| 29    | DEF   | Pablo Guzmán       |     |
| 7     | MED   | Alberto González   | 64' |
| 10    | MED   | Daniel Jiménez     | 89' |
| 21    | MED   | Fernando Cruz      |     |
| 25    | MED   | Aldahir Molina     |     |
| 26    | MED   | Sergio Rodríguez   |     |
| 8     | DEL   | Diego Valanta      | 64' |
| 9     | DEL   | Jorge Celada       | 26' |
| D. T. | D. T. | Carlos Bracamontes |     |

| 20 | Delantero      | Esteban Torres     | 57' |
| 26 | Delantero      | Axel García        | 57' |
| 19 | Centrocampista | Francisco Martínez | 88' |
| 13 | Centrocampista | Luis Castillo      | 88' |
| 24 | Defensa        | Jesús Hernández    | 89' |

| 15 | Defensa        | Eddie Pérez   | 26' |
| 17 | Centrocampista | Raúl Márquez  | 64' |
| 16 | Centrocampista | Tomás Montano | 64' |
| 5  | Defensa        | Jorge Sánchez | 89' |

| 1' · 56' | Abraham Vázquez Alan Ramos | 1:0 2:1 |

| 3' · 83' | Alberto González Daniel Jiménez | 1:1 2:2 |

| Fallo de penal · Acierto de penal · Acierto de penal · Acierto de penal · Acierto de penal | Emmanuel Rivera Francisco Martínez Luis Castillo David Oteo Abraham Vázquez | 0:0 1:1 2:1 3:2 4:2 |

| Acierto de penal · Fallo de penal · Acierto de penal · Fallo de penal | Jorge Sánchez Gerardo Hernández Fernando Cruz Tomás Montano | 0:1 1:1 2:2 3:2 |

| 22' · 56' · 108' | Benjamín Muñoz Alan Ramos Francisco Martínez |

| 22' · 93' · 97' · 102' · 108' · 111' | Jorge Celada Daniel Jiménez Jorge Sánchez Tomás Montano Gabriel González Raúl Márquez |

| 16' | Aldahir Molina |

| Principal  | Enrique Ramírez Gutiérrez |
| Asistentes | Raúl Picazo Spínola       |
|            | José Jaramilla Gutiérrez  |
| Cuarto     | Héctor Morales Leal       |

|                    |     |     |
| Tiros              | 11  | 6   |
| Saques de esquina  | 9   | 6   |
| Penaltis           | 0   | 1   |
| Posesión del balón | 56% | 44% |

| Alineación inicial |

| 12    | POR   | Alan Flores     |     |
| 3     | DEF   | Emmanuel Rivera |     |
| 32    | DEF   | Josué Hernández |     |
| 21    | DEF   | David Oteo      |     |
| 7     | MED   | José Vázquez    |     |
| 6     | MED   | Jesús Moreno    | 88' |
| 8     | MED   | Benjamín Muñoz  | 88' |
| 16    | MED   | Rubén Domínguez | 89' |
| 33    | MED   | José Ramos      | 57' |
| 10    | DEL   | Alan Ramos      | 57' |
| 9     | DEL   | Abraham Vázquez |     |
| D. T. | D. T. | Gastón Obledo   |     |

| 30    | POR   | Héctor Lomelí      |     |
| 2     | DEF   | Gerardo Hernández  |     |
| 4     | DEF   | Gabriel González   |     |
| 29    | DEF   | Pablo Guzmán       |     |
| 7     | MED   | Alberto González   | 64' |
| 10    | MED   | Daniel Jiménez     | 89' |
| 21    | MED   | Fernando Cruz      |     |
| 25    | MED   | Aldahir Molina     |     |
| 26    | MED   | Sergio Rodríguez   |     |
| 8     | DEL   | Diego Valanta      | 64' |
| 9     | DEL   | Jorge Celada       | 26' |
| D. T. | D. T. | Carlos Bracamontes |     |

| 20 | Delantero      | Esteban Torres     | 57' |
| 26 | Delantero      | Axel García        | 57' |
| 19 | Centrocampista | Francisco Martínez | 88' |
| 13 | Centrocampista | Luis Castillo      | 88' |
| 24 | Defensa        | Jesús Hernández    | 89' |

| 15 | Defensa        | Eddie Pérez   | 26' |
| 17 | Centrocampista | Raúl Márquez  | 64' |
| 16 | Centrocampista | Tomás Montano | 64' |
| 5  | Defensa        | Jorge Sánchez | 89' |

| 1' · 56' | Abraham Vázquez Alan Ramos | 1:0 2:1 |

| 3' · 83' | Alberto González Daniel Jiménez | 1:1 2:2 |

| Fallo de penal · Acierto de penal · Acierto de penal · Acierto de penal · Acierto de penal | Emmanuel Rivera Francisco Martínez Luis Castillo David Oteo Abraham Vázquez | 0:0 1:1 2:1 3:2 4:2 |

| Acierto de penal · Fallo de penal · Acierto de penal · Fallo de penal | Jorge Sánchez Gerardo Hernández Fernando Cruz Tomás Montano | 0:1 1:1 2:2 3:2 |

| 22' · 56' · 108' | Benjamín Muñoz Alan Ramos Francisco Martínez |

| 22' · 93' · 97' · 102' · 108' · 111' | Jorge Celada Daniel Jiménez Jorge Sánchez Tomás Montano Gabriel González Raúl Márquez |

| 16' | Aldahir Molina |

| Principal  | Enrique Ramírez Gutiérrez |
| Asistentes | Raúl Picazo Spínola       |
|            | José Jaramilla Gutiérrez  |
| Cuarto     | Héctor Morales Leal       |

|                    |     |     |
| Tiros              | 11  | 6   |
| Saques de esquina  | 9   | 6   |
| Penaltis           | 0   | 1   |
| Posesión del balón | 56% | 44% |

| Alineación inicial |

| Campeón Clausura 2023 |
| --------------------- |
|                       |
| Tampico Madero        |
| 3º Título             |

### Liguilla de Filiales
|  | Semifinales                                                    | Semifinales                                                    | Semifinales                                                    | Semifinales                                                    |   |   | Final                                                 | Final                                                 | Final                                                 | Final                                                 |  |
|  | 25 y 26 de marzo de 2023 (ida) 1 y 2 de abril de 2023 (vuelta) | 25 y 26 de marzo de 2023 (ida) 1 y 2 de abril de 2023 (vuelta) | 25 y 26 de marzo de 2023 (ida) 1 y 2 de abril de 2023 (vuelta) | 25 y 26 de marzo de 2023 (ida) 1 y 2 de abril de 2023 (vuelta) |   |   | 9 de abril de 2023 (ida) 16 de abril de 2023 (vuelta) | 9 de abril de 2023 (ida) 16 de abril de 2023 (vuelta) | 9 de abril de 2023 (ida) 16 de abril de 2023 (vuelta) | 9 de abril de 2023 (ida) 16 de abril de 2023 (vuelta) |  |
|  |                                                                |                                                                |                                                                |                                                                |   |   |                                                       |                                                       |                                                       |                                                       |  |
|  |                                                                |                                                                |                                                                |                                                                |   |   |                                                       |                                                       |                                                       |                                                       |  |
|  | 1                                                              | Pachuca "B"                                                    | 0                                                              | 4                                                              |   |   |                                                       |                                                       |                                                       |                                                       |  |
|  | 1                                                              | Pachuca "B"                                                    | 0                                                              | 4                                                              |   |   |                                                       |                                                       |                                                       |                                                       |  |
|  | 4                                                              | UAT                                                            | 1                                                              | 1                                                              |   |   |                                                       |                                                       |                                                       |                                                       |  |
|  | 4                                                              | UAT                                                            | 1                                                              | 1                                                              |   | 1 | Pachuca "B" (t.s.)                                    | 2                                                     | 2                                                     |                                                       |  |
|  |                                                                |                                                                |                                                                |                                                                |   | 1 | Pachuca "B" (t.s.)                                    | 2                                                     | 2                                                     |                                                       |  |
|  |                                                                |                                                                | 3                                                              | Lobos ULMX                                                     | 0 | 2 |                                                       |                                                       |                                                       |                                                       |  |
|  | 2                                                              | Cimarrones "B"                                                 | 3                                                              | Lobos ULMX                                                     | 0 | 2 | 0                                                     | 1                                                     |                                                       |                                                       |  |
|  | 2                                                              | Cimarrones "B"                                                 |                                                                |                                                                |   |   | 0                                                     | 1                                                     |                                                       |                                                       |  |
|  | 3                                                              | Lobos ULMX                                                     | 1                                                              | 1                                                              |   |   |                                                       |                                                       |                                                       |                                                       |  |
|  | 3                                                              | Lobos ULMX                                                     | 1                                                              | 1                                                              |   |   |                                                       |                                                       |                                                       |                                                       |  |
|  |                                                                |                                                                |                                                                |                                                                |   |   |                                                       |                                                       |                                                       |                                                       |  |

#### Semifinales
| 25 de marzo de 2023 | UAT          | 1:0 (1:0) | Pachuca "B" | Estadio Profesor Eugenio Alvizo Porras, Ciudad Victoria, Tamaulipas |                                                                    |
| 10:00 (UTC -6)      | J. Eguía 41' | Reporte   |             | Asistencia: 500 espectadores Árbitro(s): Juan Jesús Selvera Parada  | Asistencia: 500 espectadores Árbitro(s): Juan Jesús Selvera Parada |

| 2 de abril de 2023          | Pachuca "B"                                                | 4:1 (0:0) (Global 4:2) | UAT          | Estadio Hidalgo, Pachuca, Hidalgo                                    |                                                                      |
| 12:00 (UTC -6)              | Medellín 51' (pen.), 80' · E. Mustre 55' · O. González 75' | Reporte                | E. Banda 62' | Asistencia: 1 500 espectadores Árbitro(s): Carlos Jesús Gaytán Durán | Asistencia: 1 500 espectadores Árbitro(s): Carlos Jesús Gaytán Durán |
| Pachuca B avanzó a la final |                                                            |                        |              |                                                                      |                                                                      |

| 26 de marzo de 2023 | Lobos ULMX     | 1:0 (1:0) | Cimarrones "B" | Estadio Miguel Alemán Valdés, Celaya, Guanajuato                         |                                                                          |
| 16:00 (UTC -6)      | C. Vázquez 22' | Reporte   |                | Asistencia: 350 espectadores Árbitro(s): Jorge Alfonso Resendiz Espinoza | Asistencia: 350 espectadores Árbitro(s): Jorge Alfonso Resendiz Espinoza |

| 1 de abril de 2023           | Cimarrones "B"     | 1:1 (1:1) (Global 1:2) | Lobos ULMX     | Estadio Héroe de Nacozari, Hermosillo, Sonora               |                                                             |
| 10:00 (UTC -7)               | C. Rodríguez 45+2' | Reporte                | D. Sánchez 25' | Asistencia: 100 espectadores Árbitro(s): Rodrigo Ramos Romo | Asistencia: 100 espectadores Árbitro(s): Rodrigo Ramos Romo |
| Lobos ULMX avanzó a la final |                    |                        |                |                                                             |                                                             |

#### Final
| 9 de abril de 2023 | Lobos ULMX | 0:2 (0:1) | Pachuca "B"                        | Estadio Miguel Alemán Valdés, Celaya, Guanajuato                              |                                                                               |
| 16:00 (UTC -6)     |            | Reporte   | E. Monreal 45+1' · O. González 61' | Asistencia: 1 200 espectadores Árbitro(s): Jonathan Arturo Betancourt Galindo | Asistencia: 1 200 espectadores Árbitro(s): Jonathan Arturo Betancourt Galindo |

| 16 de abril de 2023                                      | Pachuca "B"                      | 2:2 (0:1, 2:0) (t. s.)(Global 4:2) | Lobos ULMX                    | Estadio Hidalgo, Pachuca, Hidalgo                                   |                                                                     |
| 19:00 (UTC -6)                                           | J. Berlanga 92' · S. Aguayo 120' | Reporte                            | M. González 2' · R. Rodea 71' | Asistencia: 8 000 espectadores Árbitro(s): Fernando Cruz Garatachea | Asistencia: 8 000 espectadores Árbitro(s): Fernando Cruz Garatachea |
| Pachuca "B" campeón de Filiales del Torneo Clausura 2023 |                                  |                                    |                               |                                                                     |                                                                     |

##### Final - Ida
| 117   | POR   | Francisco Acuña     |     |
| 83    | DEF   | Alan Escoto         |     |
| 114   | DEF   | Víctor Benítez      |     |
| 118   | DEF   | Carlos Rodríguez    |     |
| 110   | MED   | César Echeagaray    | 58' |
| 119   | MED   | Miguel González     |     |
| 98    | MED   | Aldo Acosta         | 58' |
| 89    | MED   | Aldo Morel          |     |
| 88    | DEL   | Diego Sánchez       |     |
| 100   | DEL   | Luis López          |     |
| 97    | DEL   | Christopher Vázquez | 81' |
| D. T. | D. T. | Rowan Vargas        |     |

| 81    | POR   | Carlos Rodas       |     |
| 112   | DEF   | Leonardo Vilchis   | 67' |
| 93    | DEF   | Pedro Martínez     |     |
| 122   | DEF   | Ernesto Monreal    |     |
| 106   | MED   | Rafael Palma       |     |
| 103   | MED   | Sebastián Medellín |     |
| 26    | MED   | Jahaziel Marchand  |     |
| 13    | MED   | Luis Calzadilla    |     |
| 110   | MED   | Owen González      | 78' |
| 99    | DEL   | Sergio Aguayo      | 63' |
| 111   | DEL   | Eduardo Mustre     |     |
| D. T. | D. T. | Andrés Chitiva     |     |

| 107 | Centrocampista | Rafael Rodea     | 58' |
| 152 | Centrocampista | Fabián Quintanar | 58' |
| 122 | Delantero      | Sergio García    | 81' |

| 96  | Centrocampista | Esteban Escobedo | 63' |
| 92  | Defensa        | René López       | 67' |
| 107 | Delantero      | Sergio Gámez     | 78' |

| 45+1' · 61' | Ernesto Monreal Owen González | 0:1 0:2 |

| 16' · 45' | Víctor Benítez Alan Escoto |

| 9' · 16' | Rafael Palma Sergio Aguayo |

| Principal  | Jonathan Arturo Betancourt Galindo |
| Asistentes | Erik Morales Hernández             |
|            | Rubén Adrián Velázquez Armas       |
| Cuarto     | Carlos Jesús Gaytán Durán          |

|                    |     |     |
| Tiros a puerta     | 10  | 11  |
| Faltas             | 15  | 10  |
| Saques de esquina  | 0   | 2   |
| Posesión del balón | 40% | 60% |

| Alineación inicial |

| 117   | POR   | Francisco Acuña     |     |
| 83    | DEF   | Alan Escoto         |     |
| 114   | DEF   | Víctor Benítez      |     |
| 118   | DEF   | Carlos Rodríguez    |     |
| 110   | MED   | César Echeagaray    | 58' |
| 119   | MED   | Miguel González     |     |
| 98    | MED   | Aldo Acosta         | 58' |
| 89    | MED   | Aldo Morel          |     |
| 88    | DEL   | Diego Sánchez       |     |
| 100   | DEL   | Luis López          |     |
| 97    | DEL   | Christopher Vázquez | 81' |
| D. T. | D. T. | Rowan Vargas        |     |

| 81    | POR   | Carlos Rodas       |     |
| 112   | DEF   | Leonardo Vilchis   | 67' |
| 93    | DEF   | Pedro Martínez     |     |
| 122   | DEF   | Ernesto Monreal    |     |
| 106   | MED   | Rafael Palma       |     |
| 103   | MED   | Sebastián Medellín |     |
| 26    | MED   | Jahaziel Marchand  |     |
| 13    | MED   | Luis Calzadilla    |     |
| 110   | MED   | Owen González      | 78' |
| 99    | DEL   | Sergio Aguayo      | 63' |
| 111   | DEL   | Eduardo Mustre     |     |
| D. T. | D. T. | Andrés Chitiva     |     |

| 107 | Centrocampista | Rafael Rodea     | 58' |
| 152 | Centrocampista | Fabián Quintanar | 58' |
| 122 | Delantero      | Sergio García    | 81' |

| 96  | Centrocampista | Esteban Escobedo | 63' |
| 92  | Defensa        | René López       | 67' |
| 107 | Delantero      | Sergio Gámez     | 78' |

| 45+1' · 61' | Ernesto Monreal Owen González | 0:1 0:2 |

| 16' · 45' | Víctor Benítez Alan Escoto |

| 9' · 16' | Rafael Palma Sergio Aguayo |

| Principal  | Jonathan Arturo Betancourt Galindo |
| Asistentes | Erik Morales Hernández             |
|            | Rubén Adrián Velázquez Armas       |
| Cuarto     | Carlos Jesús Gaytán Durán          |

|                    |     |     |
| Tiros a puerta     | 10  | 11  |
| Faltas             | 15  | 10  |
| Saques de esquina  | 0   | 2   |
| Posesión del balón | 40% | 60% |

| Alineación inicial |

| 117   | POR   | Francisco Acuña     |     |
| 83    | DEF   | Alan Escoto         |     |
| 114   | DEF   | Víctor Benítez      |     |
| 118   | DEF   | Carlos Rodríguez    |     |
| 110   | MED   | César Echeagaray    | 58' |
| 119   | MED   | Miguel González     |     |
| 98    | MED   | Aldo Acosta         | 58' |
| 89    | MED   | Aldo Morel          |     |
| 88    | DEL   | Diego Sánchez       |     |
| 100   | DEL   | Luis López          |     |
| 97    | DEL   | Christopher Vázquez | 81' |
| D. T. | D. T. | Rowan Vargas        |     |

| 81    | POR   | Carlos Rodas       |     |
| 112   | DEF   | Leonardo Vilchis   | 67' |
| 93    | DEF   | Pedro Martínez     |     |
| 122   | DEF   | Ernesto Monreal    |     |
| 106   | MED   | Rafael Palma       |     |
| 103   | MED   | Sebastián Medellín |     |
| 26    | MED   | Jahaziel Marchand  |     |
| 13    | MED   | Luis Calzadilla    |     |
| 110   | MED   | Owen González      | 78' |
| 99    | DEL   | Sergio Aguayo      | 63' |
| 111   | DEL   | Eduardo Mustre     |     |
| D. T. | D. T. | Andrés Chitiva     |     |

| 107 | Centrocampista | Rafael Rodea     | 58' |
| 152 | Centrocampista | Fabián Quintanar | 58' |
| 122 | Delantero      | Sergio García    | 81' |

| 96  | Centrocampista | Esteban Escobedo | 63' |
| 92  | Defensa        | René López       | 67' |
| 107 | Delantero      | Sergio Gámez     | 78' |

| 45+1' · 61' | Ernesto Monreal Owen González | 0:1 0:2 |

| 16' · 45' | Víctor Benítez Alan Escoto |

| 9' · 16' | Rafael Palma Sergio Aguayo |

| Principal  | Jonathan Arturo Betancourt Galindo |
| Asistentes | Erik Morales Hernández             |
|            | Rubén Adrián Velázquez Armas       |
| Cuarto     | Carlos Jesús Gaytán Durán          |

|                    |     |     |
| Tiros a puerta     | 10  | 11  |
| Faltas             | 15  | 10  |
| Saques de esquina  | 0   | 2   |
| Posesión del balón | 40% | 60% |

| Alineación inicial |

| 117   | POR   | Francisco Acuña     |     |
| 83    | DEF   | Alan Escoto         |     |
| 114   | DEF   | Víctor Benítez      |     |
| 118   | DEF   | Carlos Rodríguez    |     |
| 110   | MED   | César Echeagaray    | 58' |
| 119   | MED   | Miguel González     |     |
| 98    | MED   | Aldo Acosta         | 58' |
| 89    | MED   | Aldo Morel          |     |
| 88    | DEL   | Diego Sánchez       |     |
| 100   | DEL   | Luis López          |     |
| 97    | DEL   | Christopher Vázquez | 81' |
| D. T. | D. T. | Rowan Vargas        |     |

| 81    | POR   | Carlos Rodas       |     |
| 112   | DEF   | Leonardo Vilchis   | 67' |
| 93    | DEF   | Pedro Martínez     |     |
| 122   | DEF   | Ernesto Monreal    |     |
| 106   | MED   | Rafael Palma       |     |
| 103   | MED   | Sebastián Medellín |     |
| 26    | MED   | Jahaziel Marchand  |     |
| 13    | MED   | Luis Calzadilla    |     |
| 110   | MED   | Owen González      | 78' |
| 99    | DEL   | Sergio Aguayo      | 63' |
| 111   | DEL   | Eduardo Mustre     |     |
| D. T. | D. T. | Andrés Chitiva     |     |

| 107 | Centrocampista | Rafael Rodea     | 58' |
| 152 | Centrocampista | Fabián Quintanar | 58' |
| 122 | Delantero      | Sergio García    | 81' |

| 96  | Centrocampista | Esteban Escobedo | 63' |
| 92  | Defensa        | René López       | 67' |
| 107 | Delantero      | Sergio Gámez     | 78' |

| 45+1' · 61' | Ernesto Monreal Owen González | 0:1 0:2 |

| 16' · 45' | Víctor Benítez Alan Escoto |

| 9' · 16' | Rafael Palma Sergio Aguayo |

| Principal  | Jonathan Arturo Betancourt Galindo |
| Asistentes | Erik Morales Hernández             |
|            | Rubén Adrián Velázquez Armas       |
| Cuarto     | Carlos Jesús Gaytán Durán          |

|                    |     |     |
| Tiros a puerta     | 10  | 11  |
| Faltas             | 15  | 10  |
| Saques de esquina  | 0   | 2   |
| Posesión del balón | 40% | 60% |

| Alineación inicial |

##### Final - Vuelta
| 81    | POR   | Carlos Rodas       |     |
| 93    | DEF   | Pedro Martínez     |     |
| 112   | DEF   | Leonardo Vilchis   | 74' |
| 122   | DEF   | Ernesto Monreal    |     |
| 86    | MED   | Jahaziel Marchand  |     |
| 103   | MED   | Sebastián Medellín |     |
| 106   | MED   | Rafael Palma       | 66' |
| 110   | MED   | Owen González      |     |
| 35    | MED   | Bryan González     |     |
| 87    | DEL   | Ángel Calzadilla   | 89' |
| 111   | DEL   | Eduardo Mustre     | 62' |
| D. T. | D. T. | Andrés Chitiva     |     |

| 117   | POR   | Francisco Acuña     |     |
| 83    | DEF   | Alan Escoto         | 89' |
| 118   | DEF   | Carlos Rodríguez    |     |
| 114   | DEF   | Víctor Benítez      |     |
| 96    | MED   | Ángel Flores        |     |
| 98    | MED   | Aldo Acosta         | 45' |
| 107   | MED   | Rafael Rodea        | 80' |
| 119   | MED   | Miguel González     | 89' |
| 97    | DEL   | Christopher Vázquez | 80' |
| 100   | DEL   | Luis López          |     |
| 88    | DEL   | Diego Sánchez       |     |
| D. T. | D. T. | Rowan Vargas        |     |

| 95 | Centrocampista | Jorge Berlanga   | 62' |
| 92 | Defensa        | Rene López       | 66' |
| 96 | Centrocampista | Esteban Escobedo | 74' |
| 99 | Delantero      | Sergio Aguayo    | 89' |

| 93  | Centrocampista | Jayson Sosa      | 45' |
| 89  | Centrocampista | Aldo Morel       | 80' |
| 152 | Centrocampista | Fabián Quintanar | 80' |
| 84  | Defensa        | Isaí Apaseo      | 89' |
| 122 | Centrocampista | Sergio García    | 89' |

| 92' · 120' | Jorge Berlanga Sergio Aguayo | 1:2 2:2 |

| 2' · 71' | Miguel González Rafael Rodea | 0:1 0:2 |

| 59' · 66' · 95' · 109' | Rafael Palma Jahaziel Marchand Ernesto Monreal Ángel Calzadilla |

| 13' · 32' · 41' · 76' | Luis López Víctor Benítez Aldo Acosta Alan Escoto |

| 60' | Pedro Martínez |

| 60' | Ángel Flores |

| Principal  | Fernando Cruz Garatachea |
| Asistentes | Edwin Coello Ruíz        |
|            | Diego Alcalá Castillo    |
| Cuarto     | Julion Gil Jiménez       |

|                    |     |     |
| Tiros              | 12  | 7   |
| Tiros a puerta     | 17  | 5   |
| Faltas             | 21  | 22  |
| Saques de esquina  | 11  | 3   |
| Penaltis           | 0   | 0   |
| Posesión del balón | 54% | 46% |

| Alineación inicial |

| 81    | POR   | Carlos Rodas       |     |
| 93    | DEF   | Pedro Martínez     |     |
| 112   | DEF   | Leonardo Vilchis   | 74' |
| 122   | DEF   | Ernesto Monreal    |     |
| 86    | MED   | Jahaziel Marchand  |     |
| 103   | MED   | Sebastián Medellín |     |
| 106   | MED   | Rafael Palma       | 66' |
| 110   | MED   | Owen González      |     |
| 35    | MED   | Bryan González     |     |
| 87    | DEL   | Ángel Calzadilla   | 89' |
| 111   | DEL   | Eduardo Mustre     | 62' |
| D. T. | D. T. | Andrés Chitiva     |     |

| 117   | POR   | Francisco Acuña     |     |
| 83    | DEF   | Alan Escoto         | 89' |
| 118   | DEF   | Carlos Rodríguez    |     |
| 114   | DEF   | Víctor Benítez      |     |
| 96    | MED   | Ángel Flores        |     |
| 98    | MED   | Aldo Acosta         | 45' |
| 107   | MED   | Rafael Rodea        | 80' |
| 119   | MED   | Miguel González     | 89' |
| 97    | DEL   | Christopher Vázquez | 80' |
| 100   | DEL   | Luis López          |     |
| 88    | DEL   | Diego Sánchez       |     |
| D. T. | D. T. | Rowan Vargas        |     |

| 95 | Centrocampista | Jorge Berlanga   | 62' |
| 92 | Defensa        | Rene López       | 66' |
| 96 | Centrocampista | Esteban Escobedo | 74' |
| 99 | Delantero      | Sergio Aguayo    | 89' |

| 93  | Centrocampista | Jayson Sosa      | 45' |
| 89  | Centrocampista | Aldo Morel       | 80' |
| 152 | Centrocampista | Fabián Quintanar | 80' |
| 84  | Defensa        | Isaí Apaseo      | 89' |
| 122 | Centrocampista | Sergio García    | 89' |

| 92' · 120' | Jorge Berlanga Sergio Aguayo | 1:2 2:2 |

| 2' · 71' | Miguel González Rafael Rodea | 0:1 0:2 |

| 59' · 66' · 95' · 109' | Rafael Palma Jahaziel Marchand Ernesto Monreal Ángel Calzadilla |

| 13' · 32' · 41' · 76' | Luis López Víctor Benítez Aldo Acosta Alan Escoto |

| 60' | Pedro Martínez |

| 60' | Ángel Flores |

| Principal  | Fernando Cruz Garatachea |
| Asistentes | Edwin Coello Ruíz        |
|            | Diego Alcalá Castillo    |
| Cuarto     | Julion Gil Jiménez       |

|                    |     |     |
| Tiros              | 12  | 7   |
| Tiros a puerta     | 17  | 5   |
| Faltas             | 21  | 22  |
| Saques de esquina  | 11  | 3   |
| Penaltis           | 0   | 0   |
| Posesión del balón | 54% | 46% |

| Alineación inicial |

| 81    | POR   | Carlos Rodas       |     |
| 93    | DEF   | Pedro Martínez     |     |
| 112   | DEF   | Leonardo Vilchis   | 74' |
| 122   | DEF   | Ernesto Monreal    |     |
| 86    | MED   | Jahaziel Marchand  |     |
| 103   | MED   | Sebastián Medellín |     |
| 106   | MED   | Rafael Palma       | 66' |
| 110   | MED   | Owen González      |     |
| 35    | MED   | Bryan González     |     |
| 87    | DEL   | Ángel Calzadilla   | 89' |
| 111   | DEL   | Eduardo Mustre     | 62' |
| D. T. | D. T. | Andrés Chitiva     |     |

| 117   | POR   | Francisco Acuña     |     |
| 83    | DEF   | Alan Escoto         | 89' |
| 118   | DEF   | Carlos Rodríguez    |     |
| 114   | DEF   | Víctor Benítez      |     |
| 96    | MED   | Ángel Flores        |     |
| 98    | MED   | Aldo Acosta         | 45' |
| 107   | MED   | Rafael Rodea        | 80' |
| 119   | MED   | Miguel González     | 89' |
| 97    | DEL   | Christopher Vázquez | 80' |
| 100   | DEL   | Luis López          |     |
| 88    | DEL   | Diego Sánchez       |     |
| D. T. | D. T. | Rowan Vargas        |     |

| 95 | Centrocampista | Jorge Berlanga   | 62' |
| 92 | Defensa        | Rene López       | 66' |
| 96 | Centrocampista | Esteban Escobedo | 74' |
| 99 | Delantero      | Sergio Aguayo    | 89' |

| 93  | Centrocampista | Jayson Sosa      | 45' |
| 89  | Centrocampista | Aldo Morel       | 80' |
| 152 | Centrocampista | Fabián Quintanar | 80' |
| 84  | Defensa        | Isaí Apaseo      | 89' |
| 122 | Centrocampista | Sergio García    | 89' |

| 92' · 120' | Jorge Berlanga Sergio Aguayo | 1:2 2:2 |

| 2' · 71' | Miguel González Rafael Rodea | 0:1 0:2 |

| 59' · 66' · 95' · 109' | Rafael Palma Jahaziel Marchand Ernesto Monreal Ángel Calzadilla |

| 13' · 32' · 41' · 76' | Luis López Víctor Benítez Aldo Acosta Alan Escoto |

| 60' | Pedro Martínez |

| 60' | Ángel Flores |

| Principal  | Fernando Cruz Garatachea |
| Asistentes | Edwin Coello Ruíz        |
|            | Diego Alcalá Castillo    |
| Cuarto     | Julion Gil Jiménez       |

|                    |     |     |
| Tiros              | 12  | 7   |
| Tiros a puerta     | 17  | 5   |
| Faltas             | 21  | 22  |
| Saques de esquina  | 11  | 3   |
| Penaltis           | 0   | 0   |
| Posesión del balón | 54% | 46% |

| Alineación inicial |

| 81    | POR   | Carlos Rodas       |     |
| 93    | DEF   | Pedro Martínez     |     |
| 112   | DEF   | Leonardo Vilchis   | 74' |
| 122   | DEF   | Ernesto Monreal    |     |
| 86    | MED   | Jahaziel Marchand  |     |
| 103   | MED   | Sebastián Medellín |     |
| 106   | MED   | Rafael Palma       | 66' |
| 110   | MED   | Owen González      |     |
| 35    | MED   | Bryan González     |     |
| 87    | DEL   | Ángel Calzadilla   | 89' |
| 111   | DEL   | Eduardo Mustre     | 62' |
| D. T. | D. T. | Andrés Chitiva     |     |

| 117   | POR   | Francisco Acuña     |     |
| 83    | DEF   | Alan Escoto         | 89' |
| 118   | DEF   | Carlos Rodríguez    |     |
| 114   | DEF   | Víctor Benítez      |     |
| 96    | MED   | Ángel Flores        |     |
| 98    | MED   | Aldo Acosta         | 45' |
| 107   | MED   | Rafael Rodea        | 80' |
| 119   | MED   | Miguel González     | 89' |
| 97    | DEL   | Christopher Vázquez | 80' |
| 100   | DEL   | Luis López          |     |
| 88    | DEL   | Diego Sánchez       |     |
| D. T. | D. T. | Rowan Vargas        |     |

| 95 | Centrocampista | Jorge Berlanga   | 62' |
| 92 | Defensa        | Rene López       | 66' |
| 96 | Centrocampista | Esteban Escobedo | 74' |
| 99 | Delantero      | Sergio Aguayo    | 89' |

| 93  | Centrocampista | Jayson Sosa      | 45' |
| 89  | Centrocampista | Aldo Morel       | 80' |
| 152 | Centrocampista | Fabián Quintanar | 80' |
| 84  | Defensa        | Isaí Apaseo      | 89' |
| 122 | Centrocampista | Sergio García    | 89' |

| 92' · 120' | Jorge Berlanga Sergio Aguayo | 1:2 2:2 |

| 2' · 71' | Miguel González Rafael Rodea | 0:1 0:2 |

| 59' · 66' · 95' · 109' | Rafael Palma Jahaziel Marchand Ernesto Monreal Ángel Calzadilla |

| 13' · 32' · 41' · 76' | Luis López Víctor Benítez Aldo Acosta Alan Escoto |

| 60' | Pedro Martínez |

| 60' | Ángel Flores |

| Principal  | Fernando Cruz Garatachea |
| Asistentes | Edwin Coello Ruíz        |
|            | Diego Alcalá Castillo    |
| Cuarto     | Julion Gil Jiménez       |

|                    |     |     |
| Tiros              | 12  | 7   |
| Tiros a puerta     | 17  | 5   |
| Faltas             | 21  | 22  |
| Saques de esquina  | 11  | 3   |
| Penaltis           | 0   | 0   |
| Posesión del balón | 54% | 46% |

| Alineación inicial |

| Campeón Clausura 2023 (Filiales) |
| -------------------------------- |
|                                  |
| Pachuca "B"'                     |
| 2º título                        |

## Tabla de Cocientes
- La tabla de cocientes es el mecanismo utilizado para determinar el orden en la celebración de los partidos por el ascenso de categoría, y en algunas ocasiones para determinar los enfrentamientos en la liguilla.[15] Además, es la herramienta establecida para definir los descensos de categoría cuando estos se encuentran estipulados para la temporada.[16]

- Datos según la página oficial[17]

 Fecha de actualización: 18 de marzo de 2023
| Posición | Equipo                 | Puntos | Juegos | Cociente | Diferencia |
| -------- | ---------------------- | ------ | ------ | -------- | ---------- |
| 1        | Tampico Madero         | 59     | 20     | 2.950    | 31         |
| 2        | Pachuca "B"            | 54     | 20     | 2.700    | 53         |
| 3        | Chihuahua F.C.         | 46     | 20     | 2.300    | 23         |
| 4        | Cafetaleros de Chiapas | 46     | 20     | 2.300    | 19         |
| 5        | Tritones Vallarta      | 45     | 20     | 2.250    | 18         |
| 6        | UAZ                    | 43     | 20     | 2.150    | 19         |
| 7        | Los Cabos United       | 43     | 20     | 2.150    | 16         |
| 8        | Inter Playa            | 38     | 20     | 1.900    | 16         |
| 9        | Gavilanes              | 37     | 20     | 1.850    | 15         |
| 10       | La Piedad              | 37     | 20     | 1.850    | 12         |
| 11       | Montañeses             | 36     | 20     | 1.800    | 6          |
| 12       | Saltillo               | 35     | 20     | 1.750    | 5          |
| 13       | Tecos                  | 35     | 20     | 1.750    | 2          |
| 14       | Deportivo Dongu        | 34     | 20     | 1.700    | 23         |
| 15       | Deportiva Venados      | 33     | 20     | 1.650    | 10         |
| 16       | Aguacateros CDU        | 33     | 20     | 1.650    | 7          |
| 17       | Colima F.C.            | 31     | 20     | 1.550    | 7          |
| 18       | Cimarrones "B"         | 33     | 20     | 1.650    | -1         |
| 19       | Sporting Canamy        | 29     | 20     | 1.450    | 9          |
| 20       | Lobos ULMX             | 28     | 20     | 1.400    | -5         |
| 21       | Escorpiones            | 26     | 20     | 1.300    | -4         |
| 22       | Coras F.C.             | 25     | 20     | 1.250    | -4         |
| 23       | Yalmakan               | 25     | 20     | 1.250    | -9         |
| 24       | UAT                    | 23     | 20     | 1.150    | -8         |
| 25       | Mineros de Fresnillo   | 20     | 20     | 1.000    | -7         |
| 26       | Tulancingo             | 19     | 20     | 0.950    | -11        |
| 27       | Halcones de Zapopan    | 17     | 20     | 0.850    | -16        |
| 28       | Leones Negros "B"      | 15     | 20     | 0.750    | -14        |
| 29       | Real de Arteaga        | 13     | 20     | 0.650    | -71        |
| 30       | Inter Querétaro        | 12     | 20     | 0.600    | -28        |
| 31       | Catedráticos Elite     | 10     | 20     | 0.500    | -28        |
| 32       | Mexicali F.C.          | 9      | 20     | 0.450    | -37        |
| 33       | Leviatán               | 9      | 20     | 0.450    | -50        |

## Máximos Goleadores
- Datos según la página oficial de la competición.

 Fecha de actualización: 18 de marzo de 2023
| Pos. | Jugador           | Equipo                 | Goles | Minutos | Frec.       |
| ---- | ----------------- | ---------------------- | ----- | ------- | ----------- |
| 1º   | Eduardo Mustre    | Pachuca "B"            | 11    | 575     | 52.27 min.  |
| 2º   | Edwin Mendoza     | Sporting Canamy        | 10    | 829     | 82.9 min.   |
| 3º   | Carlo Vázquez     | Montañeses             | 9     | 617     | 68.56 min.  |
| =    | Owen González     | Pachuca "B"            | 9     | 650     | 81.25 min.  |
| =    | Eleuterio Jiménez | Cafetaleros de Chiapas | 9     | 774     | 86 min.     |
| 6º   | Carlos García     | Deportivo Dongu        | 8     | 788     | 98.5 min.   |
| 7º   | Daniel Rojas      | Deportivo Dongu        | 6     | 591     | 98.5 min.   |
| =    | Santiago Micolta  | Deportiva Venados      | 6     | 898     | 149.67 min. |
| =    | Diego Gama        | Chihuahua F.C.         | 6     | 548     | 91.33 min.  |
| =    | Juan Martínez     | Deportivo Dongu        | 6     | 491     | 81.83 min.  |
| =    | Diego Núñez       | Catedráticos Elite     | 6     | 696     | 116 min.    |
| =    | Andrés Suárez     | Gavilanes              | 6     | 710     | 118.33 min. |

## Asistencia
El listado excluye los partidos que fueron disputados a puerta cerrada.
 Fecha de actualización: 18 de marzo de 2023
| 1       | 18,075  | 1,506 | Tampico Madero vs Lobos ULMX (15,000)                                           | Mineros de Fresnillo vs Leones Negros "B" (50) |
| 2       | 11,415  | 761   | Chihuahua F.C. vs Coras F.C. (4,315)                                            | Sporting Canamy vs Deportivo Dongu (50) |
| 3       | 21,750  | 1,554 | Tampico Madero vs UAT (16,000)                                                  | Mineros de Fresnillo vs Tecos F.C. (50) |
| 4       | 14,553  | 971   | Gavilanes vs Tampico Madero (10,000)                                            | UAT vs Inter Querétaro (60) |
| 5       | 14,890  | 1,064 | Tampico Madero vs Colima F.C. (10,000)                                          | Halcones de Zapopan vs Tritones Vallarta Mineros de Fresnillo vs Coras F.C. Pachuca "B" vs Real de Arteaga (50) |
| 6       | 14,253  | 950   | Chihuahua F.C. vs UAZ Gavilanes vs UAT (5,000)                                  | Real de Arteaga vs Leviatán F.C. (50) |
| 7       | 18,055  | 1,204 | Tampico Madero vs C.D. Tulancingo (8,000)                                       | Pachuca "B" vs Montañeses F.C. Cimarrones "B" vs Coras Sporting Canamy vs Escorpiones F.C. (50) |
| 8       | 13,650  | 910   | Montañeses F.C. vs Leviatán F.C. Chihuahua F.C. vs Mineros de Fresnillo (4,500) | Deportiva Venados vs Deportivo Dongu (50) |
| 9       | 19,180  | 1,279 | Tampico Madero vs Catedráticos Elite F.C. (12,000)                              | Halcones de Zapopan vs Mineros de Fresnillo Leones Negros "B" vs Coras F.C. Mexicali F.C. vs Tritones Vallarta Leviatán F.C. vs Pachuca "B" Sporting Canamy vs Deportiva Venados (100) |
| 10      | 8,500   | 567   | Montañeses F.C. vs Sporting Canamy (4,500)                                      | Catedráticos Elite F.C. vs Inter Querétaro (50) |
| 11      | 9,600   | 686   | Chihuahua F.C. vs Tritones Vallarta (4,700)                                     | Leones Negros "B" vs UAZ (50) |
| Totales | 163,921 | 1,025 | Tampico Madero vs UAT (16,000)                                                  | Mineros de Fresnillo vs Leones Negros "B" Sporting Canamy vs Deportivo Dongu Mineros de Fresnillo vs Tecos F.C. Halcones de Zapopan vs Tritones Vallarta Mineros de Fresnillo vs Coras F.C. Pachuca "B" vs Real de Arteaga Real de Arteaga vs Leviatán F.C. Pachuca "B" vs Montañeses F.C. Sporting Canamy vs Escorpiones F.C. Deportiva Venados vs Deportivo Dongu Catedráticos Elite F.C. vs Inter Querétaro Leones Negros "B" vs UAZ (50) |